# Сєдов Георгій Якович
Георгій Якович Сєдов (23 квітня (5 травня) 1877 — 20 лютого (5 березня) 1914) — український та російський гідрограф, полярний дослідник, старший лейтенант. Організатор невдалої експедиції до Північного полюса., під час якої помер, не досягнувши заявленої мети, пройшовши приблизно 200 кілометрів з необхідних 2000 км.
Виходець з рибальської сім'ї, офіцер військово-морського флоту (старший лейтенант), дійсний член Російського географічного товариства, почесний член Російського астрономічного товариства.
Брав участь в експедиціях по вивченню острова Вайгач, гирла річки Кари, Нової Землі, Карського моря, Каспійського моря, гирла річки Колими та морських підходів до неї, Хрестовій губі.
У радянський час діяльності Сєдова приділялася особлива увага, оскільки він був вихідцем з найбідніших верств народу.

## Дитинство
Народився на хуторі Крива Коса (Область Війська Донського, нині селище Сєдове в Новоазовському районі Донецької області). У сім'ї було четверо синів: Михайло, Іван, Василь і Георгій (Єгор), а також п'ять дочок: Меланя, Авдотья, Катерина, Марія та Анна. Батько, Яків Євтійович Сєдов, був родом з Полтавської губернії і займався ловом риби та пилянням лісу. Коли він ішов у запій, то одночасно пропивав майно і сім'я Сєдових жила впроголодь, але коли виходив із нього, починав активно працювати і сім'я починала жити стерпно.
Георгій з восьми років займався з батьком риболовлею, ходив на поденну роботу, працював у полі. Після того як батько пішов на три роки на заробітки, на матір — Наталію Степанівну (яка так само як і батько була родом з Полтавської губернії) — лягла важка турбота — необхідність заробляти для прожиття сім'ї. Вона наймалася на панщину, так як сім'я стала голодувати. Старший брат Михайло в цей час вже працював, але заробляв мало, молодші брати — Василь та Георгій — допомагали матері. Незабаром після відходу батька на заробітки від запалення легень помер брат Василь (у 1888 р.), після чого Георгія віддали в найми заможному козакові, у якого він працював за їжу. У козака хлопчик пас биків, віяв зерно, возив вантажі. Справи сім'ї трохи покращилися після повернення батька у 1890 р.
У 1891 році у віці 14 років Георгій вступив до церковно-приходської школи при церкві Петра і Павла, за два роки закінчив трирічний курс. У школі він був першим учнем, неофіційним помічником вчителя, старшим у ладі військової гімнастики та отримав по закінченні у 1893 році похвальний лист. Після школи наймитував у місцевого багатія Афончікова, але, після того як від втоми проспав і за що був вдарений батогом, від образи пішов від нього. Через місяць влаштувався прикажчиком в магазин Фролова на Кривій косі.
До цього часу у юнака сформувалася мрія бути капітаном далекого плавання, а після розмови з молодим капітаном шхуни, яка пришвартувалася на причалі Кривої коси у 1894 р., мрія зміцніла, і юнак твердо вирішив вступати до морехідних класів Таганрога або Ростова-на Дону. Батьки були проти навчання сина, і він став таємно готуватися до відходу з дому — збирав гроші, заховав свої метричне свідоцтво та похвальний лист церковно-парафіяльного училища.

## Навчання

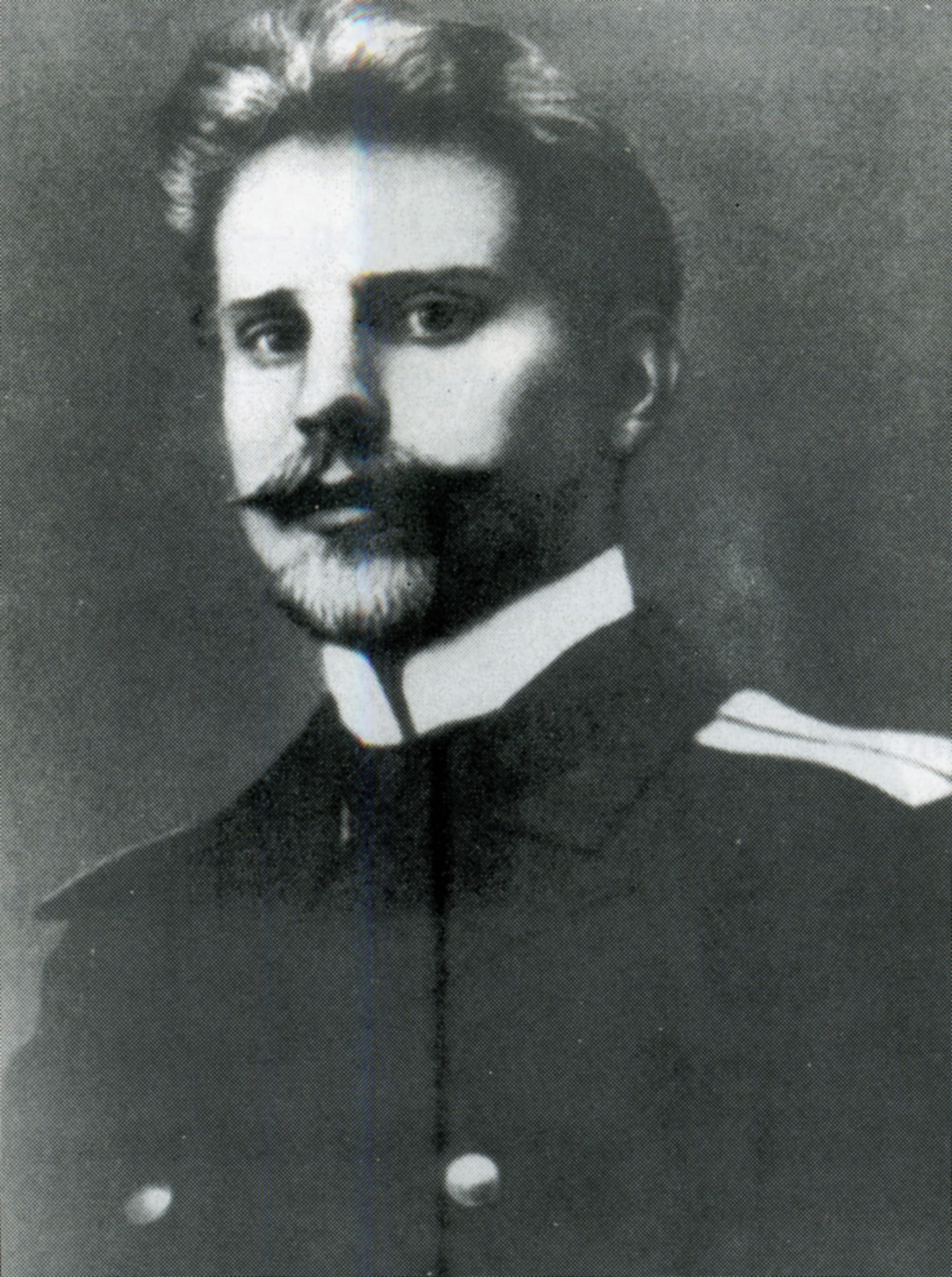
Курсант Седов во время учёбы в Ростовских мореходных классах

У 1894 році Сєдов покинув сім'ю і дістався до Таганрога, а звідти пароплавом — до Ростова-на-Дону. Інспектор морехідних класів поставив йому умову, що прийме його на навчання, якщо Георгій проплаває три місяці на торговому судні. Юнак влаштувався працювати матросом на пароплаві «Труд» у капітана Н. П. Муссурі і плавав на ньому впродовж літа та початку осені по Азовському і Чорному морях. В останній місяць капітан перевів його на місток кермовим. 13 листопада Георгій Сєдов вступив в «Мореходні класи» імені графа Коцебу в Ростові-на-Дону, після чого написав про це листа батькам. Батьки, дізнавшись про це, змінили свою думку і з тих пір підтримували сина, а він, у свою чергу, висилав їм зекономлені гроші. У другому півріччі юнака за відмінні успіхи у навчанні звільнили від плати за навчання, потім перевели у другий клас без іспитів і достроково відпустили на канікули. Влітку 1895 року Сєдов працював на пароплаві «Труд» рульовим, а потім — другим помічником капітана.
Після трьох років навчання в морехідних класах Сєдов в 1899 році отримав диплом штурмана каботажного плавання та влаштувався працювати шкіпером на невеликий суховантаж. 14 березня 1899 року в Михайлівських морехідних класах м. Поті він здав іспит і отримав диплом штурмана далекого плавання, після чого був призначений на пароплав «Султан». В одному з плавань господар судна поставив його капітаном і запропонував направити судно на камені, щоб отримати за нього страхову премію. Георгій Якович відмовився і привів до Новоросійського порту довірене йому судно в цілості. Після цього молодий капітан отримав розрахунок і залишився без роботи. Він не знайшов роботи, крім того, хотів займатися морською наукою та експедиційною діяльністю, для чого потрібно було перейти у військовий флот.
Сєдов поступив добровольцем у військово-морський флот і прибув до Севастополя, був зарахований в навчальну команду і призначений штурманом на навчальному судні «Березань». У 1901 році, здобувши звання прапорщика запасу, Георгій Якович жив у Петербурзі, де екстерном склав іспити за курс морського корпусу і був підвищений до звання поручика запасу. Готуватися до здачі іспиту в морський корпус Сєдову допомагав інспектор морехідних класів контр-адмірал Олександр Кирилович Дриженко, який надіслав колишньому учневі програму Морського корпусу та літературу, а також забезпечив його рекомендаційним листом до брата — Ф. К. Дриженко.

## Служба

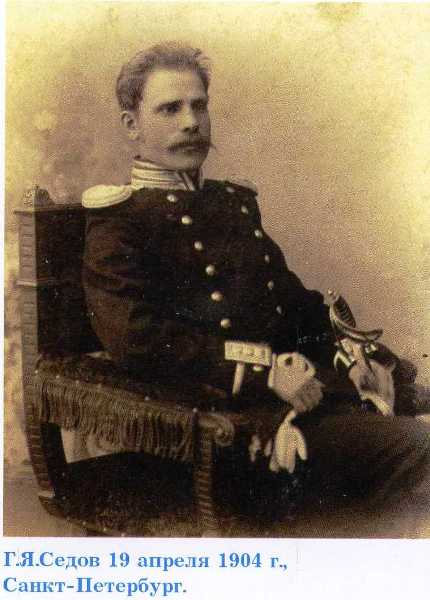
Muz5 — 19.04.1904г Г. Я. Седов

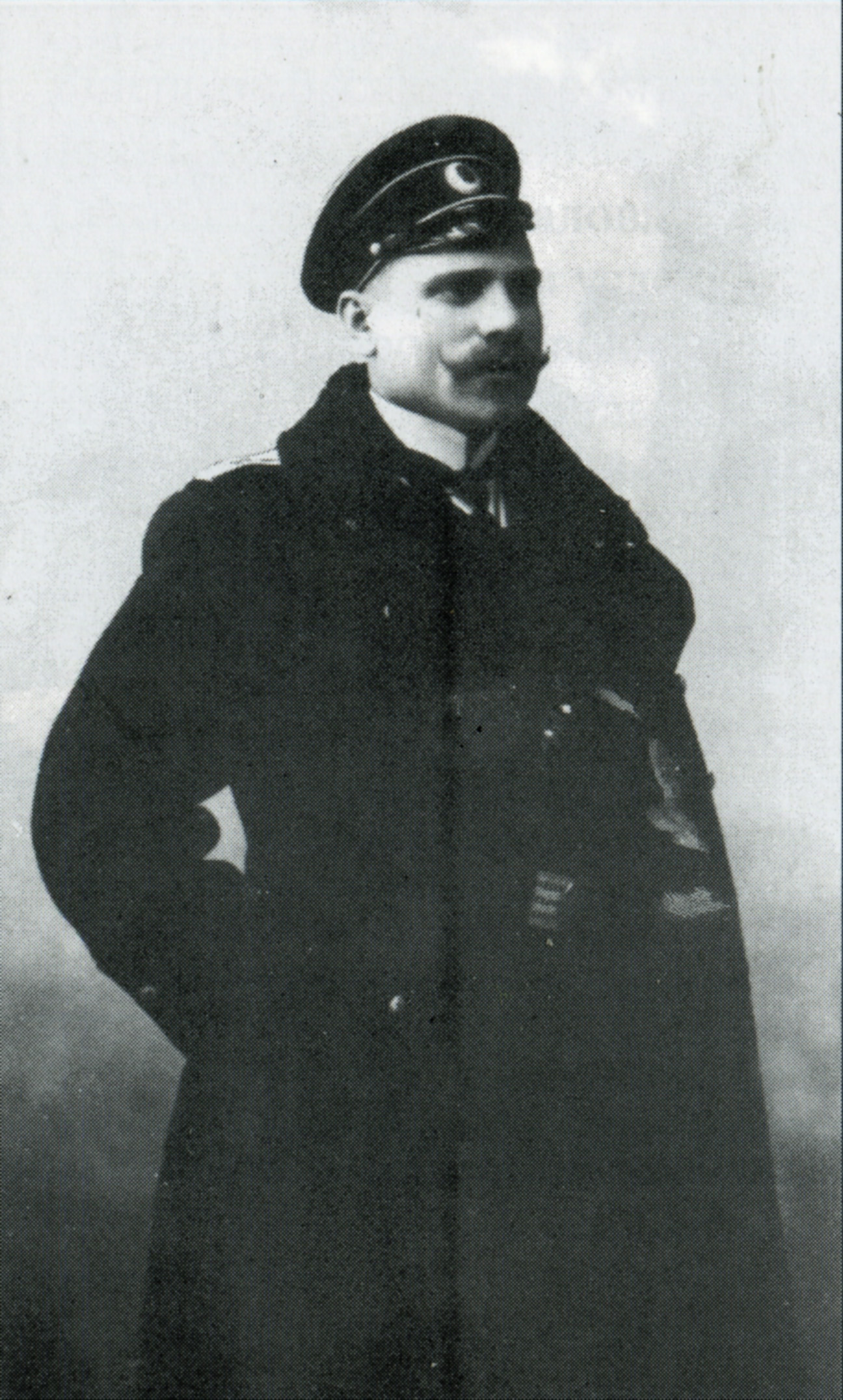
Сєдов у формі офіцера військово-морського флота.jpg

У 1901 році Сєдов з'явився з рекомендаційним листом до Ф. К. Дриженка. Н. В. Пінєгін згадував:

| Вчений прийняв Сєдова ласкаво і навіть змусив оселитися у себе, поки не вдасться вступити на службу. Дриженко і його друг гідрограф Варнек допомогли подолати перешкоди, що виникли при клопотах про дозвіл селянському синові тримати іспит за курс Морського корпусу. Сєдов розповідав, що його друзі та покровителі домоглися спочатку якогось попереднього випробування... Офіційний іспит склав блискуче і був переведений в чин поручика по Адміралтейству... За порадою Дриженка Сєдов поступив на службу в Головне гідрографічне управління. Пинегин Н. В. Полярный исследователь Г. Я. Седов. — Ростов: Ростовское областное книжное издательство, 1940. — С. 84—85. |
Навесні 1902 року Сєдов був зарахований на дійсну службу по Адміралтейству в Головне гідрографічне управління.
Направлений у гідрографічну експедицію Північного Льодовитого океану, яка проводила в 1902 році вивчення району острова Вайгач, а також гідрографічні роботи в гирлі річки Кари та близько Нової Землі. Виконував обов'язки помічника начальника гідрографічної експедиції.
Діяльність Сєдова отримала високу оцінку з боку керівника експедиції гідрографа А. І. Варнека:

| Завжди, коли треба було знайти кого-небудь для виконання важкої та відповідального справи, сполученої іноді з чималою небезпекою, мій вибір падав на нього, і він виконував ці доручення з повною енергією, необхідною обережністю та знанням справи. [12] |
У 1903 році виконував обов'язки помічника начальника експедиції вже під керівництвом Ф. К. Дриженко по опису Карського моря.
У цьому ж році в Архангельську Сєдов зустрів судно «Америка» і познайомився з його капітаном Ентоні Фіалом, який готувався до експедиції на Північний полюс, що згодом підштовхнуло Г. Я. Сєдова до організації власної експедиції, однак через російсько-японську війну плани з її підготовки довелося відкласти.
Під час російсько-японської війни Сєдов командував міноноскою № 48 Сибірської військової флотилії, яка несла сторожову вахту в Амурській затоці.
У 1905 році Георгій Якович був призначений помічником лоцмейстера фортеці Миколаївська-на-Амурі. 2 травня 1905 року «за відмінно старанну службу» нагороджений орденом св. Станіслава 3-го ступеня.
У 1906 році під керівництвом Сєдова були проведені лоцмейстерські роботи з поліпшення умов судноплавства на Амурі.
У 1906 і 1907 роках у газеті «Уссурійське життя» він опублікував статті «Північний океанський шлях» та «Значення Північного океанського шляху для Росії», де обґрунтовував подальше освоєння Північного морського шляху.
У 1907 році Георгій Якович за свій рахунок видав брошуру «Право жінки на морі», в якій говорив, що жінкам теж потрібно дати право на отримання морської освіти.
У 1908 році працював в експедиції по дослідженню Каспійського моря під керівництвом Ф. К. Дриженко, де проводив рекогносцирувальні роботи для складання нових навігаційних карт.
У 1909 році досліджував гирло річки Колими та морських підходів до неї.
У 1910 році на Новій Землі Сєдов картографував Хрестову губу, де було закладене Ольгинське селище.
У 1911 році Георгій Якович знову працював над картами та лоцією Каспійського моря.

## Весілля

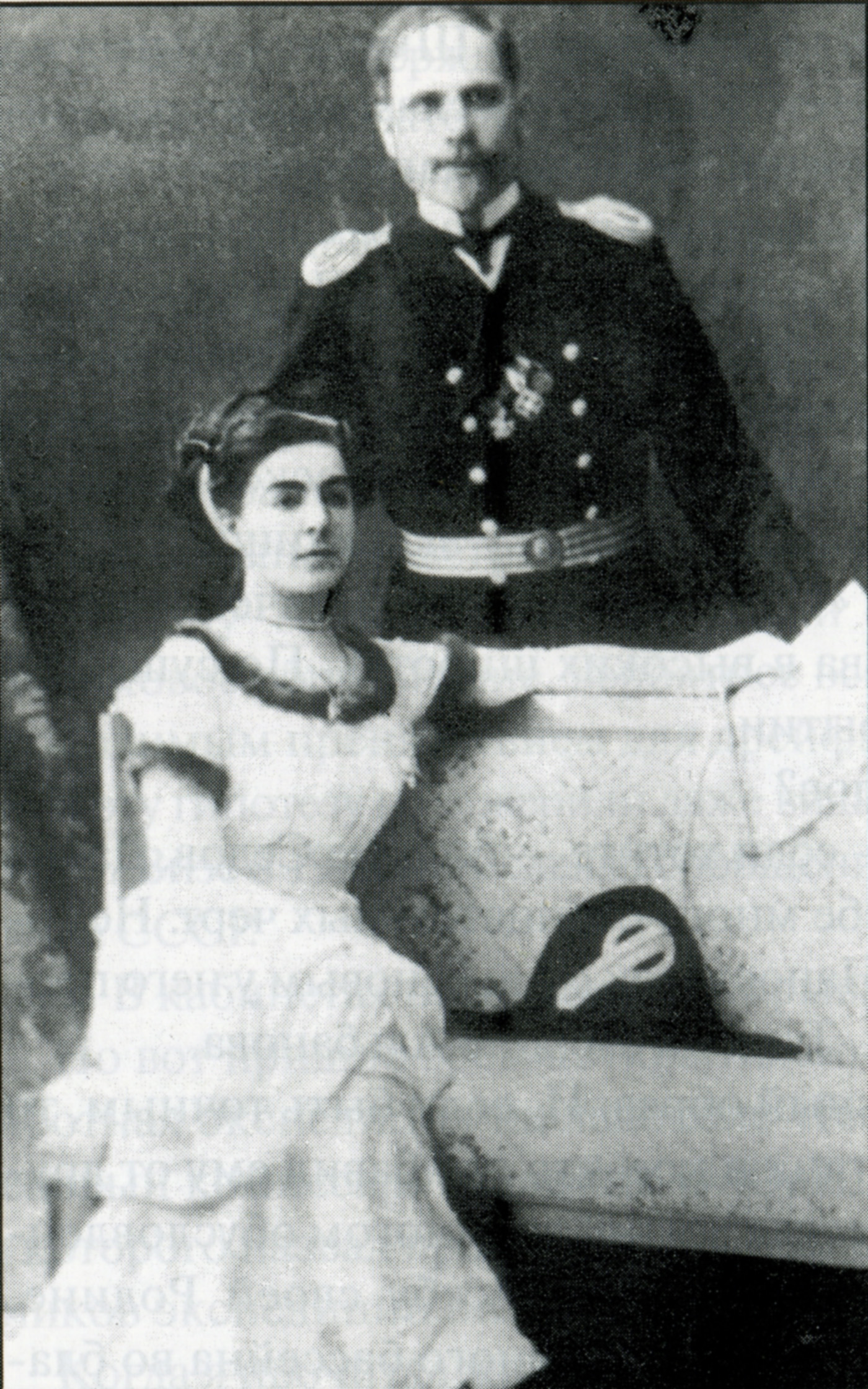
Вінчальне фото Сєдова з дружиною

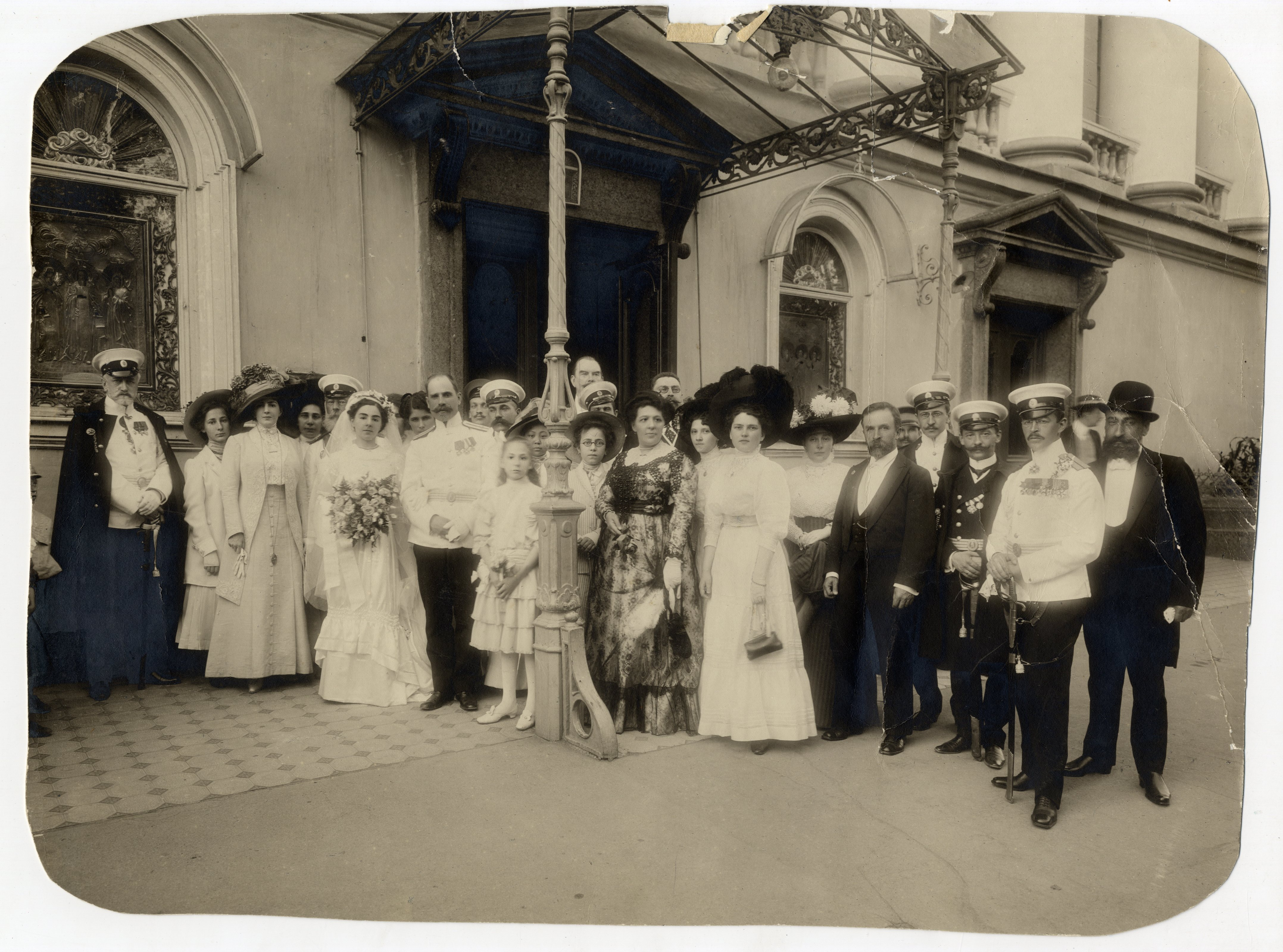
Вінчальне фото, 5-й зліва, за молодою — Федір Дриженко

У 1909 році Сєдов познайомився з майбутньою дружиною — Вірою Валер'янівною Май-Маєвською (племінницею генерала В. З. Май-Маєвського). У 1910 році вінчався з Вірою Валер'янівною в Адміралтейському соборі Санкт-Петербурга, розташованому в будівлі Головного Адміралтейства. У цьому ж будинку знаходилося і Головне гідрографічне управління, де служив Сєдов. Він був, як і всі службовці Головного гідрографічного управління, прихожанином Адміралтейського собору.
Посадженим батьком нареченого на весіллі був Ф. К. Дриженко.
Своїм одруженням, як вважав Сєдов, він максимально наблизився до «вищого світу».
За деякими даними, в 1908 або 1909 році він обзавівся маєтком в Полтавській губернії. При цьому Седову постійно здавалося, що його недооцінюють і всіляко обходять по службі:

| Раз у раз в оповіданні Сєдова чулися скарги на ставлення до нього як до "вискочки". [14] |
Кілька разів Сєдов хотів залишити службу, але Ф. К. Дриженко щоразу терпляче його відмовляв від цього, однак навіть він не завжди міг утримувати Сєдова в розумних рамках. Претензії та зарозумілість Сєдова були вкрай високі.

## У наукових спільнотах
Зібрані під час експедиційних робіт матеріали Георгій Якович передав до установ науки та музеї.
6 квітня 1910 року Російське географічне товариство (РГТ) за пропозицією П. П. Семенова-Тян-Шанського, В. А. Обручева, П. К. Козлова та Г. Н. Потаніна обрало Георгія Сєдова дійсним членом.
Російське астрономічне товариство, в свою чергу, обрало Георгія Сєдова почесним членом.

## Експедиція до полюса
Традиційно експедицію Г. Я. Сєдова називають «Першою російською експедицією до Північного полюса». Однак, цей термін несе в собі певну підміну понять, про яку полярник З. М. Каневський писав у науковому журналі «Природа»:

| Жодна книга, жодна стаття з історії Крайньої Півночі не обходилася і не обходяться донині без шанобливої, а частіше - нестримно захопленої згадки про експедицію Сєдова. Немов вона, без жертв і втрат, завершилася небувалим успіхом, «підкоренням» полюса, досягненням поставленої мети! «Експедиція видатного російського полярного дослідника Г. Я. Сєдова до Північного полюса »- ось що написано на всіх прапорах, як би оповиваюча ім'я Сєдова. Який полюс? Чи можна згадувати всує цю важкодосяжну точку, на шляху до якої Сєдов пройшов всього сто з чимось кілометрів? Сто з двох тисяч ... [15] |

### Причини та цілі експедиції
У 1912 році у Сєдова народився задум експедиції до Північного полюса. До цього часу про підкорення Північного Полюса вже заявили американці Фредерік Кук (1908 рік) та Роберт Пірі (1909 рік).
Принциповою умовою експедиції Сєдов чомусь вважав необхідність випередити на полюсі Амундсена, хоча невдала спроба останнього досягти Північного полюса була зроблена лише в 1918 році в експедиції на судні «Мод».
9 березня 1912 року Сєдов направив в Головне Гідрографічне управління наступний текст:

| Гарячі пориви у російських людей до відкриття Північного полюса проявлялися ще за часів Ломоносова і не згасли до цих пір. Амундсен прагне надусе залишити честь відкриття за Норвегією і Північного полюса. Він хоче йти в 1913 році, а ми підемо в цьому році і доведемо усьому світові, що і росіяни здатні на цей подвиг... |
З цього моменту Сєдов загнав себе в цейтнот, бо часу для підготовки експедиції практично не було. Причина такої поспішності, на думку Л. Г. Колотило, наступна:

| Насамперед слід звернути увагу на те, що Сєдов кинувся до полюса саме в 1912 р., бо в 1913 р. мало відзначатися 300-річчя правління дому Романових. Досягнення полюса або відкриття нових земель було б гарним подарунком государю імператору. Саме це підштовхнуло експедиції Г. Л. Брусилова та В. А. Русанова. Однак пощастило тільки Борису Вількіцкому - під його керівництвом була відкрита Земля Миколи II (нині Північна Земля). За цей подарунок Б. А. Вількіцкій був обласканий царем, а Г. Я. Сєдов, Г. Л. Брусилів та В. А. Русанов загинули в льодах Арктики. [17] |
Сам Сєдов допустив при підготовці експедиції «шапкозакидацькі» висловлювання та схарактеризував цілі експедиції як чисто спортивно-політичні:

| "У нарисі, надрукованому в « Синьому журналі » і без удаваної скромності названому «Як я відкрию Північний полюс»[18], він дозволив собі мимохідь зверхньо відгукнутися про знамениту експедицію на судні «Фрам» (при цьому не назвавши імені Нансена). Там само Сєдов написав, що не женеться за «особливими науковими завданнями», а бажає «передусім відкрити Північний полюс» »Каневский З. М. Загадки и трагедии Арктики. — М.: Знание, 1991. — 192 с. — ISBN 5-07-001317-3. |
Таке ставлення та настрої Сєдова не могли залишитися без критики. В одному з журналів того часу пройшла навіть така репліка:

| «Як Америку, Північний полюс можна відкрити тільки один раз. Так незрозуміло, про що клопочеться Сєдов, оскільки Пірі вже був на полюсі »[14] |
Проте, незважаючи на серйозну критику, мета спочатку була підтримана урядом.

### План експедиції та її фінансування
Спочатку експедиція розраховувала на державне фінансування.
Розглянувши поданий Сєдовим план досягнення Північного полюса, комісія Головного гідрографічного управління його відкинула через його абсолютну фантастичність та нереальність, і у виділенні коштів відмовила, хоча до комісії входили багато фахівців, дуже доброзичливо налаштованих щодо Г. Я. Сєдова (наприклад, А. І. Варнек) і навіть Ф. К. Дриженко, що йому відверто протегував.
Запит на виділення 50 тисяч рублів, спрямований до Державної Думи з ініціативи «Російської національної партії», також отримав відмову.
За підтримки Ф. К. Дриженка Сєдову була надана по службі відпустка на два роки із збереженням утримання.
Сєдов, за активної підтримки газети «Новий час» та її співвласника М. А. Суворіна, організував збір добровільних пожертвувань на потреби експедиції. Численні публікації в «Новому часі» викликали у Росії великий суспільний резонанс. Приватний внесок — у розмірі 10 тисяч рублів — зробив також імператор Микола II. Суворін видав експедиції гроші в кредит — 20 тисяч рублів. Вдалося зібрати ще близько 12 тисяч. Жертводавцям вручали знаки з написом «жертводавцеві на експедицію старшого лейтенанта Сєдова до Північного полюса». У центрі виготовленого з темної бронзи круглого жетона серед полярних льодів і снігів на весь зріст зображений лижник. Жетон носили на біло-синьо-червоній стрічці. Три знаки виготовили із золота. Їх отримали голова комітету М. А. Суворін, Фрітьоф Нансен та капітан 1 рангу П. І. Белавенець.

### Підготовка до експедиції
На зібрані кошти 23 липня 1912 року Сєдов орендував у звіропромисловця В. Є. Дікина стару парусно-парову шхуну «Святий великомученик Фока», колишню норвезький звіропромисловський барк «Гейзер» (норв. Гейзер) 1870 року заснування, що раніше належав «Мурманській науково-промисловій експедиції». Через поспіх судно не вдалося повністю відремонтувати, і екіпаж турбувало протікання. «Святий великомученик Фока» був обладнаний радіостанцією, проте Сєдову не вдалося найняти радиста, через що апаратура виявилася марною і була залишена в Архангельську. З 85 їздових собак лише 35 були закуплені в Тобольській губернії. Решта — дворняги, яких відловили прямо на архангельських вулицях.
19 серпня 1912 року з'ясувалося, що вантажопідйомність «Фоки» не дозволяє взяти всі необхідні для експедиції припаси. В результаті після часткового розвантаження на березі були залишені частина продовольства, палива, питної води та спорядження.
24 серпня 1912 року капітан Дикін, помічник капітана, штурман, механік, помічник механіка та боцман «Святого великомученика Фоки» відмовилися виходити в море з Сєдовим через погану підготовку до плавання, і звільнилися з судна. Сєдову довелося терміново набирати нову команду.
Учасник експедиції В. Ю. Візе писав:

| Багато чого із замовленого спорядження не було готове в термін ... Наспіх була набрана команда, професійних моряків в ній було мало. Наспіх було закуплено продовольство, причому архангельські купці скористалися поспіхом та підсунули недоброякісні продукти. Наспіх в Архангельську були закуплені за сильно завищеною ціною собаки - прості дворняжки. На щастя, вчасно прийшла зграя прекрасних їздових собак, завчасно закуплених у Західному Сибіру. [23] |
| Перед виходом експедиції деякі її учасники вказували Сєдову на недоречність включення солонини до списку основних харчових продуктів експедиції. Але Сєдов був впертий чоловік і від солонини не відмовився, пославшись на те, що у військовому флоті і гідрографічних експедиціях завжди вживали солонину. [24] |

### Склад експедиції

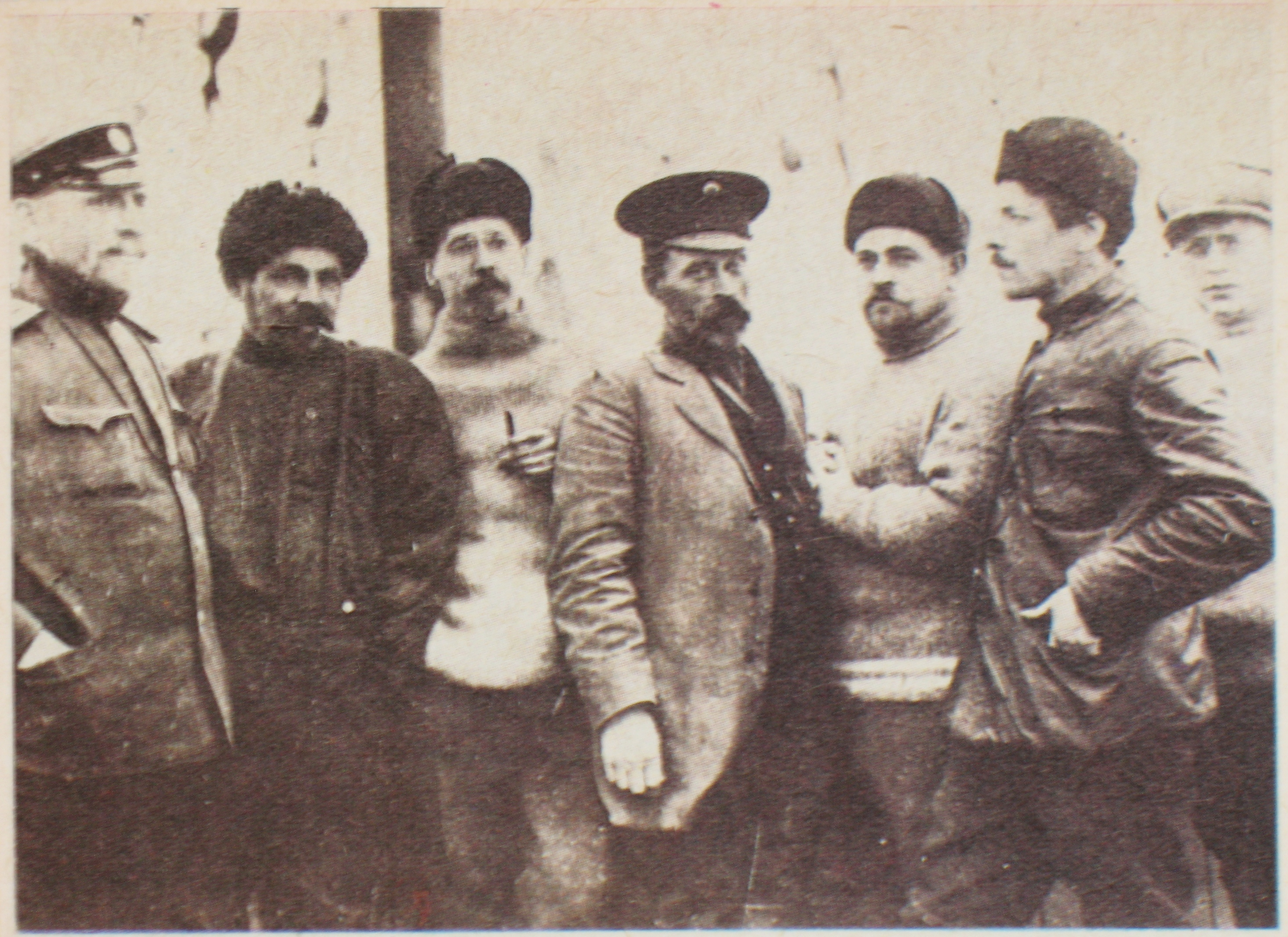
Сєдов докт. Кушаков геол. Павлов худ. Пінєгін Визе Г.Лінник А.Пустошний 1913

Остаточний офіцерський склад експедиції був такий:
- Сєдов Георгій Якович—керівник експедиції
- Микола Петрович Захаров[25] — капітан шхуни.
- Микола Максимович Сахаров[26] — штурман.
- Яніс Зандерс (в деяких публікаціях його латиське ім'я русифікується як Іван Андрійович Зандер) та Мартіньш Зандерс (Мартин Андрійович Зандер) — перший механік та другий механік, рідні брати.
- Володимир Юлійович Візе та Михайло Олексійович Павлов — науковий штат експедиції, недавні випускники Петербурзького університету (однокурсники і до того ж однокашники по гімназії).
- П. Г. Кушаков — ветеринарний лікар[27], що виконував також обов'язки суднового лікаря.
- Микола Васильович Пінєгін — художник та фотограф, кінодокументаліст[28].

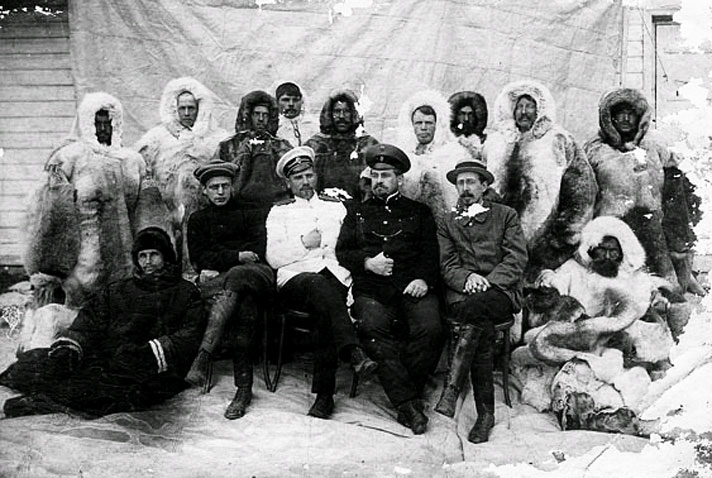
Група членів експедиції Г. Я. Сєдова
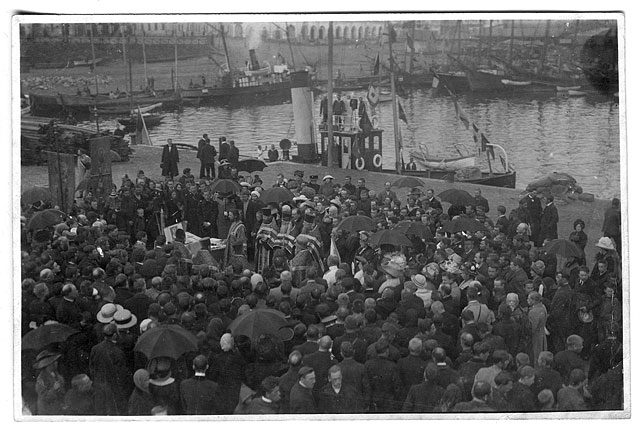
Проводи Сєдова в Архангельську
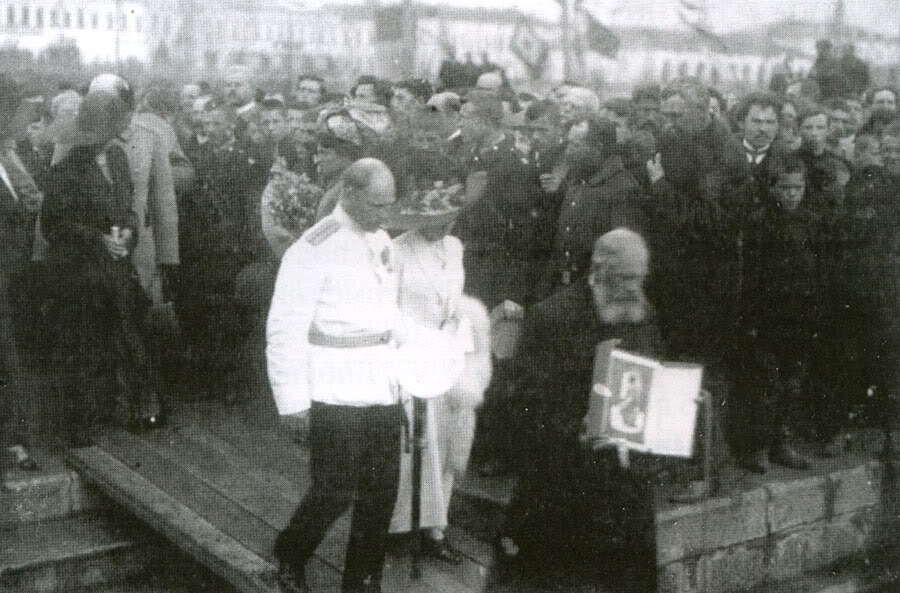
1912. Проводи експедиції Георгія Сєдова
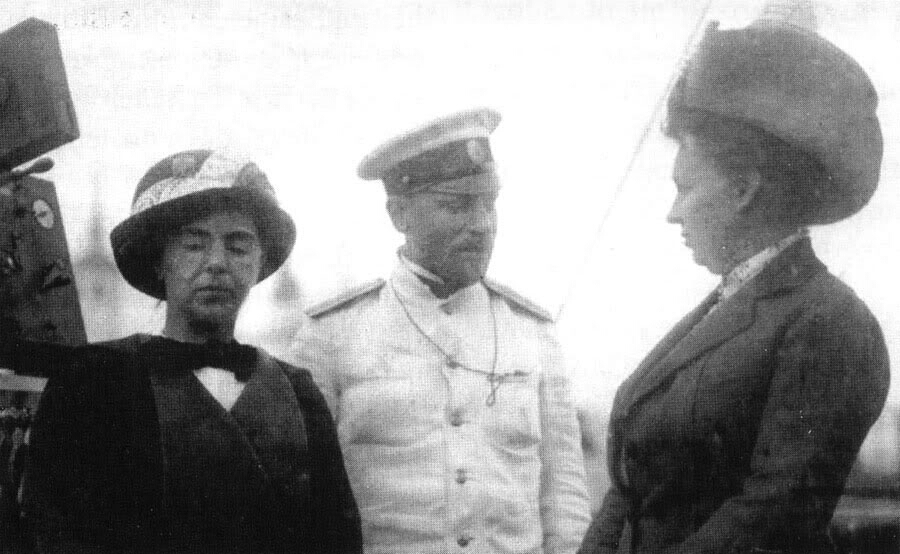
Георгій Сєдов з дружиною на борту «Святого Фоки». Праворуч Сосновська, дружина архангельского губернатора. Архангельськ. 1912 р.
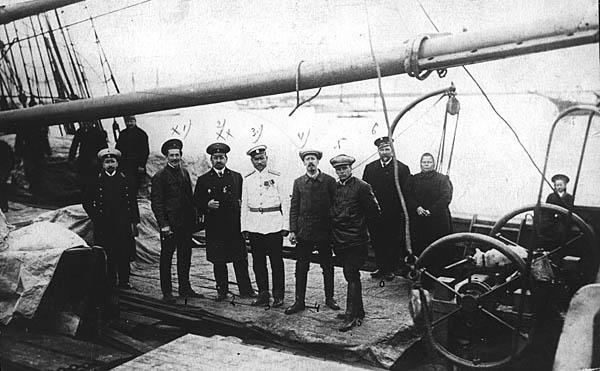
Георгій Сєдов на борту «Святого Фоки»

### Перша навігація та зимівля
27 серпня (14 серпня за ст. Ст.) 1912 року «Святий великомученик Фока» вийшов з Архангельська, маючи запас вугілля на 23-25 днів ходу.
Після виходу з Архангельська Г. Я. Сєдов перейменував «Святого великомученика Фоку» в «Михайла Суворіна».
Лікар П. Г. Кушаков вже в ході експедиції так змалював ситуацію з припасами у своєму щоденнику:

| Шукали весь час ліхтарів, ламп - але нічого цього не знайшли. Не знайшли також жодного чайника, жодної похідної каструлі. Сєдов говорить, що все це було замовлено, але, цілком ймовірно, що не вислано ... Солонина виявляється гнилою, її не можна абсолютно їсти. Коли її вариш, то в каютах пахне такий трупний запах, що ми повинні всі тікати. Тріска виявилася теж гнилою. [12] |

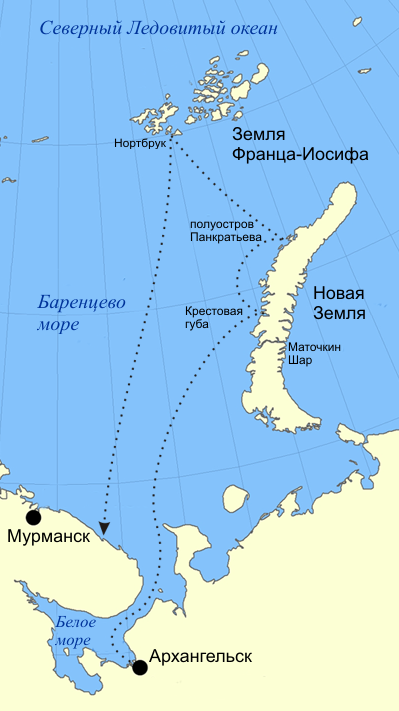
Схематичне зображення маршруту шхуни «Святий великомученик Фока» в 1912—1914 роках.

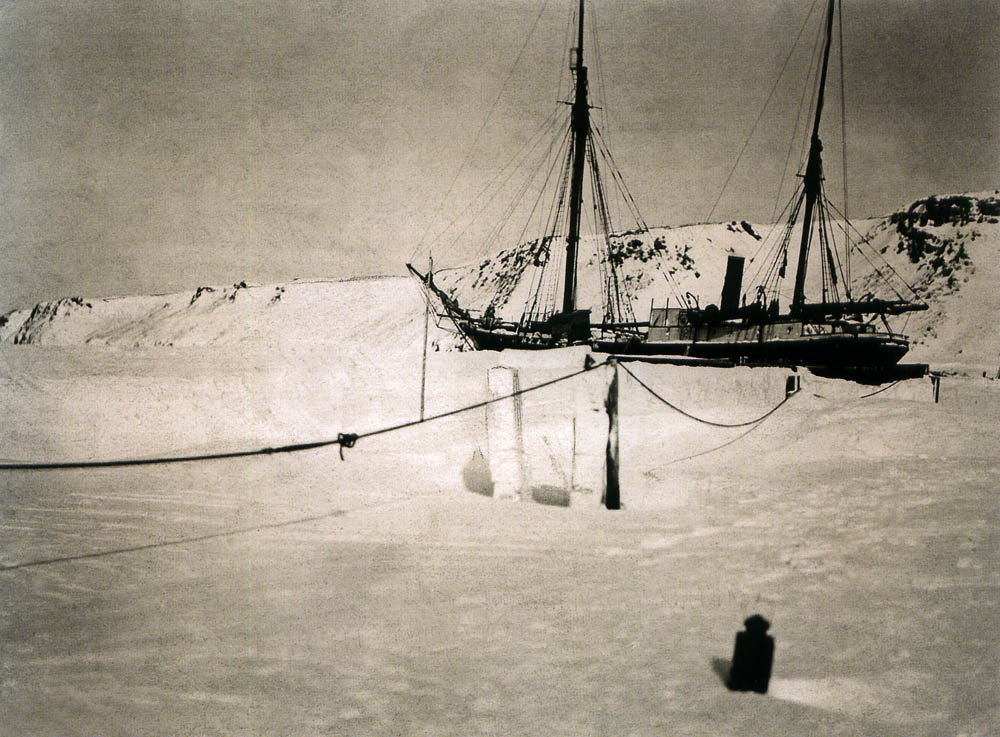
1912-1913. Зимівля поблизу Нової Землі.

По дорозі судно потрапило в шторм і втратило дві шлюпки і частина розміщеного на палубі вантажу [23]. Під час зупинки біля поселення Ольгинське в бухті Хрестова губа на Новій Землі ще 5 членів екіпажу списалися з судна і залишилися чекати рейсового пароплава, який підходив до стійбища два рази на рік.
Зимівля "Св. Фоки "у Новій Землі
15 вересня 1912 року на 77 ° пн. ш. «Михайло Суворін» зустрів непрохідні льоди і не зміг досягти Землі Франца-Йосифа. За рішенням Сєдова, всупереч попередньому плану — побудувати зі зрубу зимовище, висадити полюсний загін та повернутися в Архангельськ — судно зупинилося на зимівлю в бухті 76 на Новій Землі 76 ° 00 'пн. ш. 59 ° 55 'сх. д. близько півострова Панкратьєва. У екіпажу не було достатньо теплого одягу. Загострилися розбіжності між Сєдовим та капітаном судна Н. П. Захаровим.
Під час зимівлі у півострова Панкратьєва група у складі В. Ю. Візе, М. А. Павлова та двох матросів перетнула Північний острів від місця стоянки «Михайла Суворіна» до затоки Власьева на Карській стороні. Був описаний північно-східний берег Нової Землі, виконана маршрутна зйомка в масштабі 1:1210000, визначено чотири магнітних та астрономічних пункти, знайдені розбіжності з попередніми картами. Сєдов у супроводі матроса А. Інютіна вперше обігнув на санях північний край острова, а також пройшов від півострова Панкратьєва до мису Бажання.

### Друга навігація та зимівля
Язык оригинала: русский
21 червня 1913 капітан Захаров та чотири члени екіпажу (тесляр М. Карзіна і захворілі на цингу другий механік М. Зандерс, матроси В. Катарін та І. Томіссар) були відправлені до Хрестової губи, щоб передати матеріали експедиції та пошту в Архангельськ . У листі до «Комітету для спорядження експедицій до Північного полюса і з дослідження російських полярних країн» містилося прохання вислати до Землі Франца-Йосифа судно з вугіллям та собаками.
Група Захарова на шлюпці, спочатку волоком по снігу і льоду, а потім на веслах подолала понад 450 кілометрів і, минувши бухту Хрестова губа, досягла Маточкіна Шара (радянський біограф Сєдова Б. А. Лікошіно вважав, що "типовий представник царської офіцерської еліти «Захаров» навмисне подовжив морський шлях на шлюпці, щоб потім виказати себе героєм «і» навмисно зривав терміни "). Звідти рейсовим пароплавом дісталася до Архангельська.
З журналу «Іскри» від 20 жовтня 1913 року:

| Вирушившу в минулому році до Північного полюса експедицію лейтенанта Г. Я. Сєдова вважали загиблою і вже готувалися спорядити нову експедицію для її розшуків, як раптом з її складу нещодавно повернулися хворими п'ять осіб разом з пом. капітана П. Н. Захаровим, який привіз від Сєдова його доповідь Географічному товариству з фотографічними знімками. П. Н. Захаров заявив, що всі учасники експедиції живі та здорові. Він залишив експедицію Сєдова 9 червня біля Панкратьєвих островів. Відомий дослідник полярних країн Нансен висловив днями свою думку, що російське суспільство зобов'язане подбати про долю експедиції і з відкриттям навігації послати Сєдову допоміжне судно з запасом провізії. |
Група Захарова досягла Архангельська в повному складі, але здоров'я матроса Катаріна вже було підірвано, і він незабаром помер під час лікування в Ялті. Через пізнє прибуття групи Захарова та відсутності грошей у касі комітету допомога експедиції не була вислана.

У 1913 році був відкритий та названий Г. Я. Сєдовим мис Дриженко (на честь Ф. К. Дриженко) у північного краю Нової Землі, в Баренцевому морі.

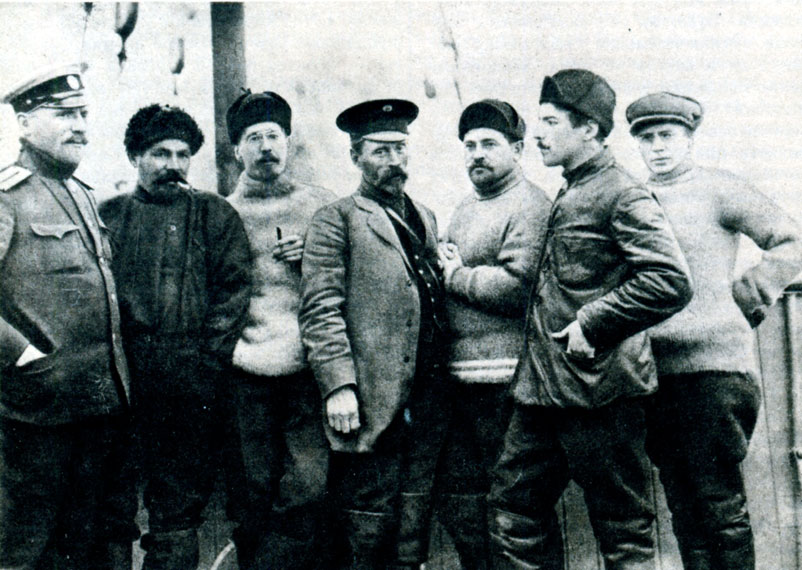
Зліва направо: начальник експедиції Г. Я. Сєдов, штурман Н. М. Сахаров, геолог М. А. Павлов, капітан судна Н. П. Захаров, П. Г. Кушаков, Н. В. Пінєгін, В. Ю. Візе.
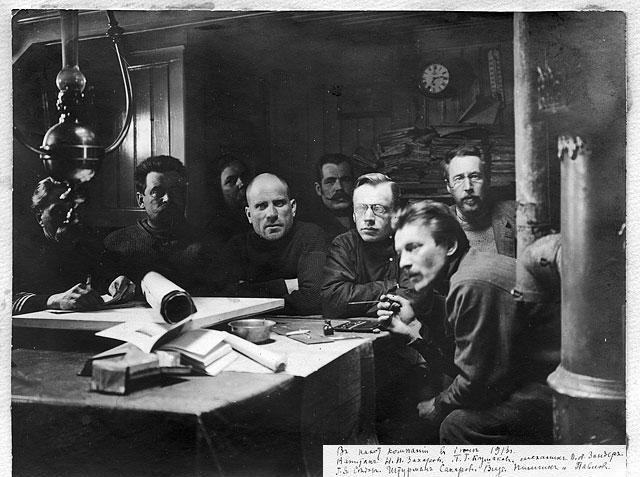
Експедиція Г. Я. Сєдова. У кают-компанії «Святого Фоки». Справа-наліво: Н. В. Пінєгін, М. А. Павлов, В. Ю. Візе, Н. М. Сахаров, Г. Я. Сєдов, М. А. Зандер, П. Г. Кушаков
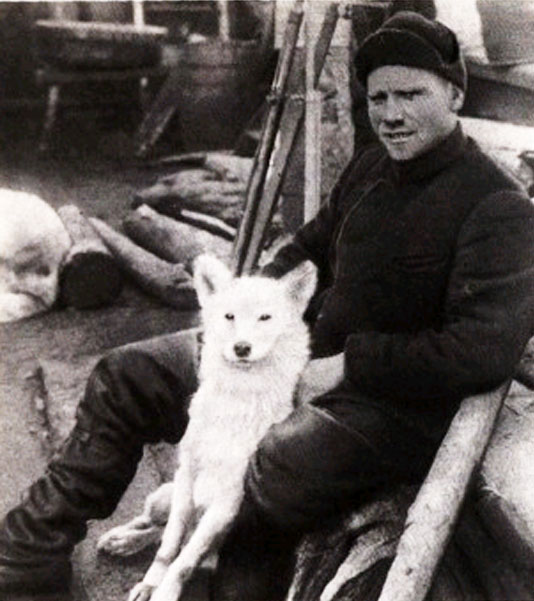
Георгій Якович Сєдов на борту експедиційного судна «Св. Фока »
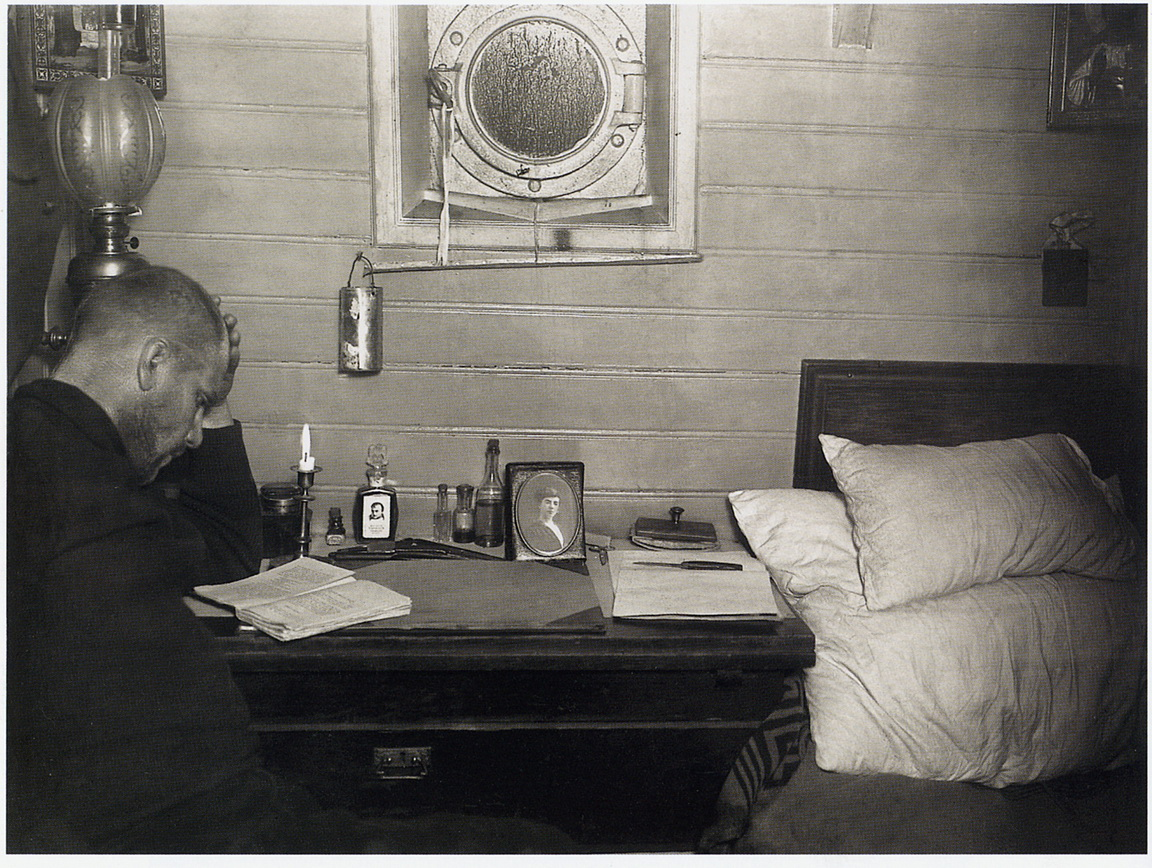
Георгій Сєдов в каюті шхуни "Св. Фока" біля берегів Нової Землі. Фото публікувалося в журналі Навколо світу, 1940.
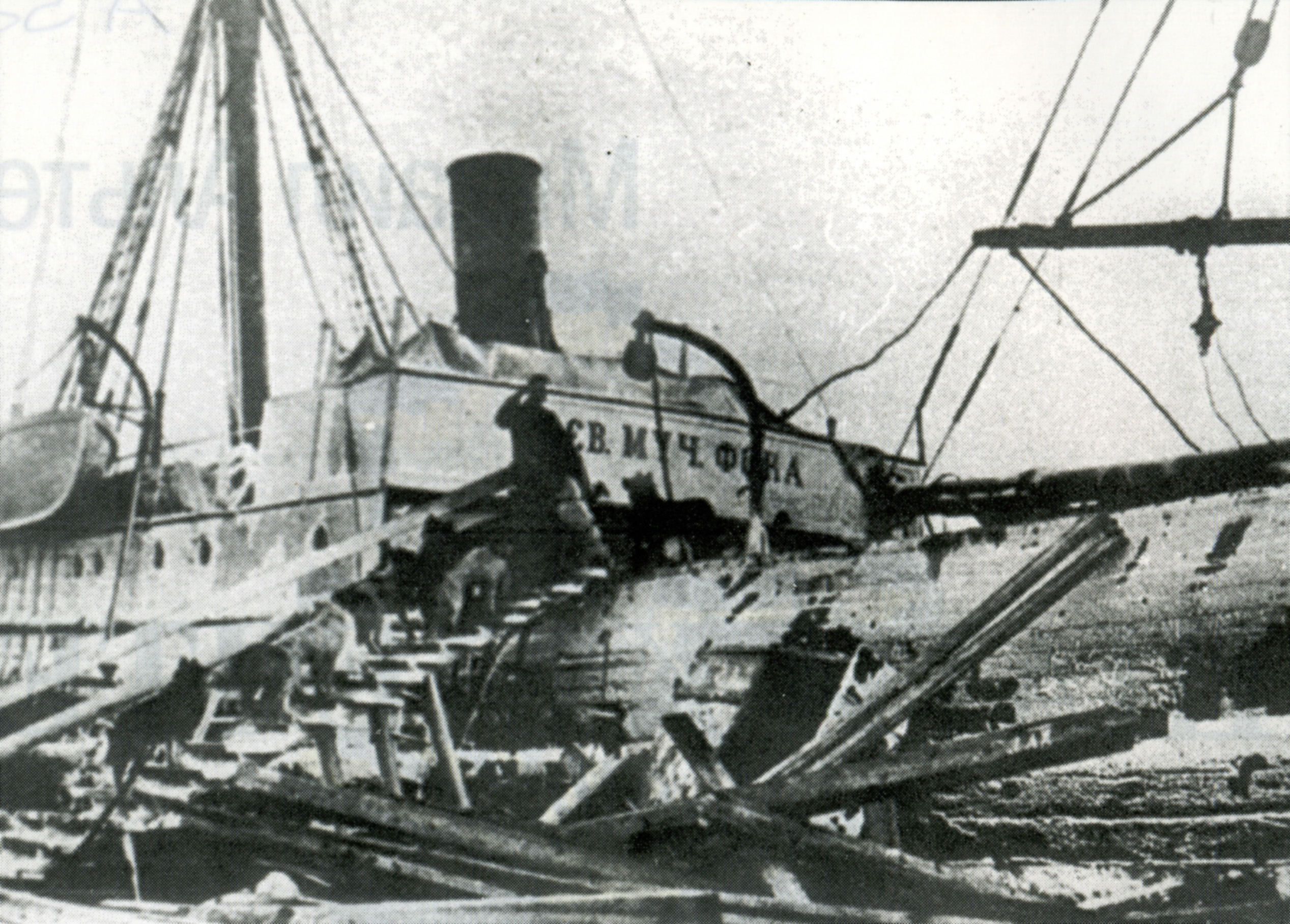
Судно Святий Фока

3 вересня 1913 року «Михайло Суворін» звільнився від льоду і підійшов до мису Флора острова Нортбрук (Земля Франца-Йосифа) до бази Джексона. Члени експедиції розібрали будівлі бази на дрова.Не поповнивши припасів 17 вересня експедиція, тим не менш, вирушила далі, але вже 19 вересня зупинилася на другу зимівлю в бухті острова Гукера (Земля Франца-Йосифа). Під час зимівлі судно не зазнало стиснення льодів, і бухту назвали Тиха.
Для другої зимівлі не вистачало палива та продовольства, позначався невірно сформований раціон харчування експедиції. Хвороби серед екіпажу посилилися. Починаючи з січня, Сєдов майже не виходив зі своєї каюти. Внутрішні приміщення судна майже не опалювалися і покрилися льодом. Візе записав:

| Головна наша їжа - каша та й каша. Самий невідповідне харчування для полярних країн. |
Цинги уникли лише семеро, що вживали в їжу здобуте полюваннями моржеве і навіть собаче м'ясо, пили гарячу ведмежу кров. Більшість, в тому числі і Сєдов, від подібної їжі відмовлялися.

### Похід на полюс
2 лютого 1914 хворий Сєдов разом з матросами Г. І. Лінніком та А. І. Пустошним на трьох собачих упряжках (маючи всього 20 собак) вийшли з Тихої бухти до полюса. Візе, Пінєгін та Павлов проводили групу Сєдова до мису Маркхема.
По ходу руху прогресувала хвороба Георгія Яковича, через тиждень він не зміг йти і наказав прив'язати себе, але продовжувати похід. 20 лютого 1914, на вісімнадцятий день походу, Георгій Якович помер серед льодів біля острова Рудольфа. Його супутники поховали тіло на острові Рудольфа — обернули в два парусинових мішка, зробили хрест з лиж та поклали в могилу прапор, який Сєдов мав намір встановити на Північному полюсі. Потім вони попрямували в зворотній шлях. Одна з собак — Фрам — залишилася біля могили. Ліннік з Пустошнім не змогли її зловити і залишили невеликий запас їжі, в надії, що пес їх наздожене, але Фрам не повернувся.

### Альтернативна версія смерті та поховання Г.Я.Сєдова
Геннадій Попов, завідувач музеєм історії Арктичного Морського Інституту ім. В. І. Вороніна, в 2010 році запропонував альтернативну версію поховання тіла Георгія Сєдова, посилаючись на слова Ксенії Петрівни Гемп, батько якої, Петро Герардовіч Мінейко, був знайомий з Сєдовим і надавав посильну допомогу при підготовці останньої експедиції.
Суть версії: незабаром після повернення шхуни «Святий великомученик Фока» до Архангельська в їх квартиру прийшли матроси Г. Линник і А. Пустошний, що супроводжували Г. Я. Сєдова. Ліннік та Пустошний розповіли, що вони змушені були піти на крайню міру — розчленувавши тіло покійного начальника експедиції, вони стали згодовувати його собакам, які змогли дотягнути траурну упряжку до мису Аук острова Рудольфа. Щоб надалі якось виправдатися перед людьми за скоєне, матроси спорудили подобу поховання із зібраних каменів, але частина їх розкидали поблизу — в надії на те, що все це в подальшому дасть привід тим, хто виявить місце «поховання» Г. Я. Сєдова, звалити всю провину на білих ведмедів.

### Повернення експедиції
1 березня 1914 від цинги помер перший механік Я. Зандерс. Похований на березі Тихої бухти.
6 березня 1914 Ліннік та Пустошний, ледь не заблукавши, насилу повернулися на своє судно.
На зворотньому шляху, 20 липня 1914 року, екіпаж «Фоки» на старій базі Джексона на мисі Флора (острів Нортбрук, Земля Франца-Йосифа) випадково виявив і врятував двох єдиних членів експедиції Г. Л. Брусилова, що вижили: штурмана В. І. Альбанова та матроса А. Е. Конрада.
На шляху на південь «Фока» випробовував жорстокий брак палива для парової машини. Екіпажу довелося порубати на дрова меблі, палубні надбудови і навіть перебирання судна. Судно дісталося до рибальського селища Рінда на Мурмані 15 серпня 1914 року в напівзруйнованому стані. Подальший шлях до Архангельська члени експедиції проробили на рейсовому пасажирському пароплаві «Імператор Микола II» — за рахунок капітана пароплава, оскільки ні в кого з полярників не було грошей. Після повернення в Архангельськ матроси Ліннік та Пустошний підозрювалися у вбивстві Сєдова, але після розслідування їх відпустили.
23 серпня 1914 року в Спасо-Преображенському всієї гвардії соборі була відслужена панахида по померлому Г. Я. Сєдову, на якій були присутні в числі присутніх його вдова В. В. Сєдова та генерал-лейтенант Ф. К. Дриженко.

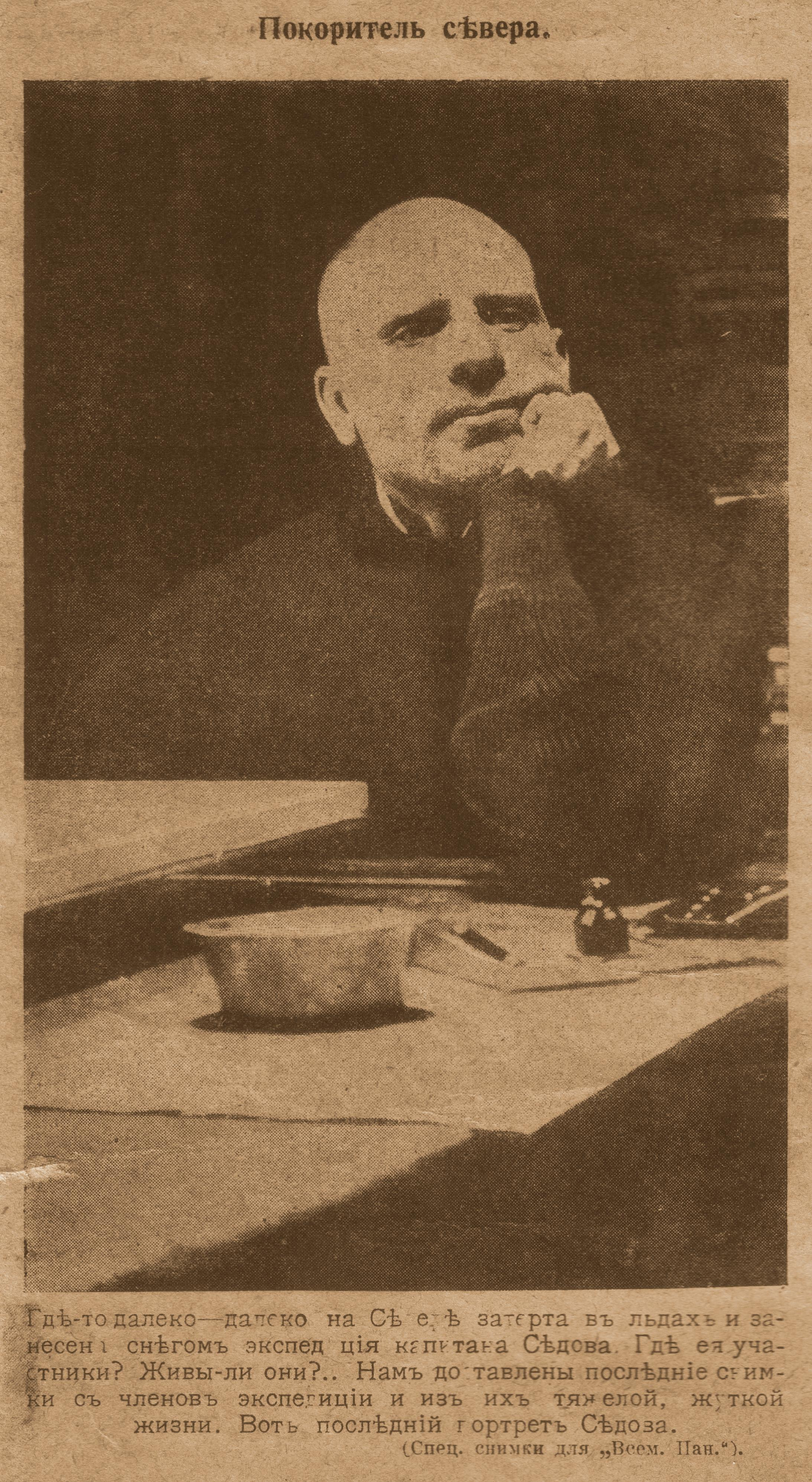
Георгій Сєдов
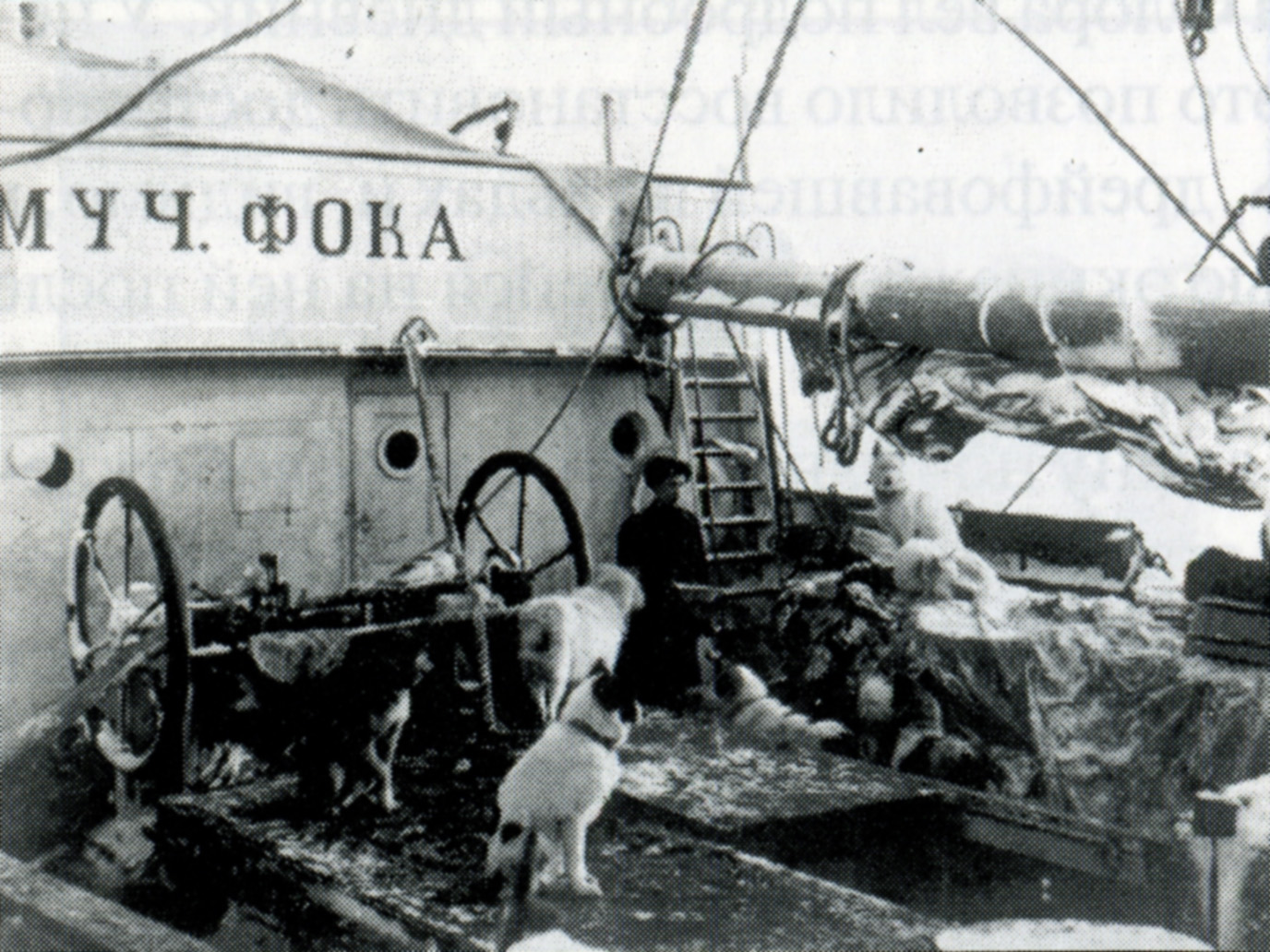
На судні Святой Фока.
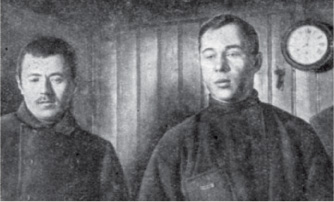
Матросы Пустошний та Ліннік.
Ліннік, Пустошний, Сєдов та Візе.Ліннік, Пустошний, Сєдов та Візе.
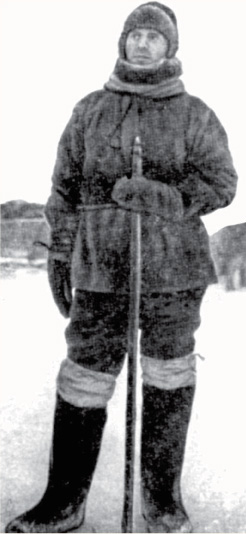
1914. Остання фотографія Сєдова.jpg

### Пошук експедиції Сєдова

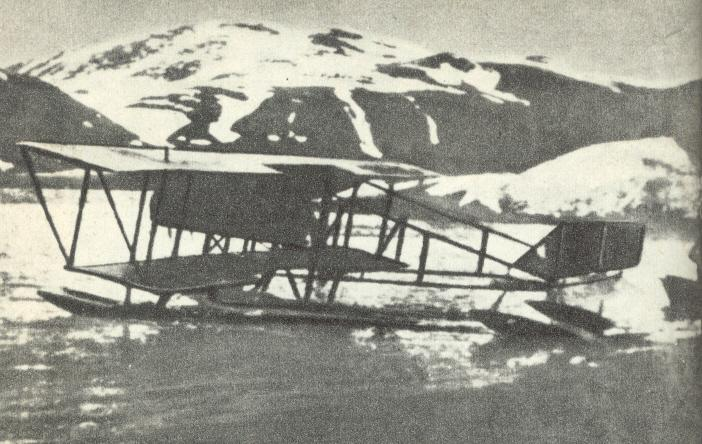

До 1914 року відразу три російські арктичні експедиції: Г. Я. Сєдова, Г. Л. Брусилова і В. А. Русанова вважалися зниклими безвісти. 18 січня 1914 Рада міністрів дала вказівку морському міністерству створити їхні пошуки. Головним гідрографічним управлінням були організовані декілька пошукових експедицій.
У західній рятувальній експедиції під керівництвом капітана 1-го рангу Ісхака Іслямова брали участь чотири судна: барк «Екліпс», пароплав «Печора», парові шхуни «Герта» та «Андромеда». «Екліпс» під командуванням Свердрупа повинен був пройти на схід Північно-Східним проходом, а решта кораблів — оглянути район Нової Землі та Землі Франца-Йосипа.
«Андромеда» під командуванням Г. І. Поспєлова досліджувала місце першої зимівлі «Святого Фоки», яке було відомо зі звіту Н. П. Захарова, але виявила там лише тур(штучна споруда у вигляді купи каміння, часто конічної форми) з запискою Сєдова від 22 серпня 1913 року про намір продовжувати рух на північ.
Для пошуків експедиції Сєдова вперше у світовій історії використовувалася полярна авіація: льотчик Ян Нагурський на гідролітаку «Фарман МФ-11» дослідив з повітря льоди і узбережжя Нової Землі на протяжності близько 1060 км William Barr Imperial Russia's Pioneers in Arctic Aviation (англ.) // ARCTIC. — 1985. — Vol. 38. — № 3. — P. 219—230..
«Герта» під командуванням Іслямова на своєму шляху до острова Нортбрук розминулася зі «Святим Фокою», що повертався в цей же час до Архангельська, але виявила записку, залишену на базі Джексона. Іслямов оголосив про приналежність Землі Франца-Йосипа Росії.
«Екліпсу», у свою чергу, була потрібна допомога під час зимівлі 1914—1915 років біля північно-західного узбережжя півострова Таймир. Евакуацію частини моряків з «Екліпс» справила сухопутна експедиція на оленях під керівництвом Н. А. Бегічева.
Звільнившись від льодів, «Екліпс» досяг острова Самоти і восени 1915 року підняв на ньому російський прапор.

## Пам'ять
- населений пункт Сєдове

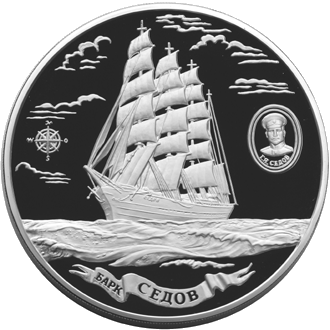
Монета Банку Росії — Серія: «Флот», Барк «Сєдов», 100 рублів, реверс. Дата випуску: 22.02.2001, Номер за каталогом: 5117-0018.Дата — 2001 рік

- гідрографічний криголам «Георгій Сєдов», криголамний пароплав «Георгій Сєдов», барк «Сєдов» та річковий пасажирський теплохід проекту 860.
- льодовик і мис на острові Гукера (архіпелаг Земля Франца-Йосифа),
- острів у Баренцевому морі[36],
- мис в Антарктиді[36], дві затоки та пік на Новій Землі[36],
- літак авіакомпанії Аерофлот, бортовий номер VP-BKX.

Вулиці в цілому ряді міст на території колишнього СРСР.
У середній загальноосвітній школі № 336 (м. Санкт-Петербург, вул. Сєдова, 66) розташований Музей Арктики. Початком музею прийнято вважати шкільну виставку, відкриту в 1969 році і присвячену експедиції Г. Я. Сєдова. На фасаді шкільної будівлі висить пам'ятна дошка, встановлена на честь Сєдова.

### У художній літературі
У 1937 році Микола Заболоцький написав вірш «Сєдов», який увійшов в цикл віршів про подвиг дослідження і творення, створений поетом у 1930—1940 роках.

| Он умирал, сжимая компас верный. Природа мёртвая, закованная льдом, Лежала вкруг него, и солнца лик пещерный Через туман просвечивал с трудом. |
У 1939 році молодим драматургом Миколою Подорольским була написана п'єса «Сєдов».
У 1969 році Едуард Асадов написав вірш «Крижана балада» про експедицію Георгія Сєдова та вірність його собаки Фріма.

| Снова медведем ревёт пурга, Пища — худое подобье рыбы. Седов бы любого сломил врага: И холод, и голод. Но вот цинга… И ноги, распухшие, точно глыбы… |
Сєдов — один із прототипів Івана Львовича Татаринова в романі «Два капітани» Веніаміна Каверіна. Образ Татаринова збірний, та іншими прототипами були також Роберт Скотт, Георгій Брусилів та Володимир Русанов.
З Георгієм Седовим у персонажа схожі зовнішність, характер і погляди. Збігається також частина біографії: дитинство в Приазов'ї, початок морської кар'єри та факти плавання «Святого Фоки», випуск брошури «Жінка на море». Під час роботи над романом Веніамін Каверін консультувався у Миколи Пінєгіна з питань географії і дізнався від нього багато відомостей з біографії Сєдова, які й увійшли в роман.

| Кстати сказать, Николай Антоныч не только со мной разговаривал о своём двоюродном брате. Это была его любимая тема. Он утверждал, что всю жизнь заботился о нём, начиная с детских лет, в Геническе, на берегу Азовского моря. Двоюродный брат был из бедной рыбачьей семьи и, если бы не Николай Антоныч, так и остался бы рыбаком, как его отец, дед и все предки до седьмого колена. Николай Антоныч, «заметив в мальчике недюжинные способности и пристрастие к чтению», перетащил его из Геническа в Ростов-на-Дону и стал хлопотать, чтобы брата приняли в мореходные классы. Зимой он выплачивал ему «ежемесячное пособие», а летом устраивал матросом на суда, ходившие между Батумом и Новороссийском. При его непосредственном участии брат поступил охотником на флот и сдал экзамен на морского прапорщика. С большим трудом Николай Антоныч выхлопотал для него разрешение держать за курс морского училища, а потом помог деньгами, когда по окончании училища брату нужно было заказать себе новую форму. |
| С непостижимым чувством я рассказывал о нём! Как будто не он, а я был этот мальчик, родившийся в бедной рыбачьей семье на берегу Азовского моря. Как будто не он, а я в юности ходил матросом на нефтеналивных судах между Батумом и Новороссийском. Как будто не он, а я выдержал экзамен на «морского прапорщика» и потом служил в Гидрографическом управлении, с гордым равнодушием перенося высокомерное непризнание офицерства. Как будто не он, а я делал заметки на полях нансеновских книг и гениальная мысль: «Лёд сам решит задачу» была записана моей рукой. Как будто его история окончилась не поражением и безвестной смертью, а победой и счастьем. И друзья, и враги, и любовь повторились снова, но жизнь стала иной, и победили не враги, а друзья и любовь. |
В описі експедиції капітана Татаринова використані факти з експедиції Георгія Сєдова: постачання негідних собак та припасів, зняття судновласником команди перед відплиттям, неможливість знайти радиста при радіотелеграфі здобутому з працею, виявлення пропилів в обшивці судна. Цитується доповідь Сєдова гідрографічного управління. У той ж час у романі є згадка реальної експедиції Сєдова — вона підібрала штурмана з експедиції Татаринова.

### У фольклорі полярників
У 1936 році радянські полярники Е. Кренкель та К. Мехреньгін зимували на полярній станції на острові Домашньому (архіпелаг Північна Земля). Через брак продовольства та відсутності своєчасної зміни обидва учасники зимівлі захворіли на цингу у важкій формі. Щоб описати серйозність становища, Кренкель відправив керівництву Главсевморпути радіограму з текстом «Привіт від Зандера».

### Художній фільм
У 1974 році на кіностудії імені Горького вийшов художній історико-біографічний фільм «Георгій Сєдов». Дія фільму відбувається в 1912—1914 роках під час підготовки та проведення полярної експедиції. Зйомки фільму проходили в Архангельську. Як «Святий Фока» була використана шхуна «Захід».
Сценарій фільму був написаний Семеном Григоровичем Нагорним на основі його книги «Сєдов», яка виходила в серії «Життя чудових людей» в 1939 році.
Режисер фільму Борис Олексійович Григор'єв та виконавець ролі головного героя Ігор Вадимович Лєдогоров по-різному сприймали образ Сєдова:

| Сєдов був для мене героїчною постаттю. Життя його містило в собі таємницю. Зрозуміти цю особистість до кінця важко. Одне ясно: Сєдов все життя боровся з людьми, які виступали з позицій голого практицизму ... Сєдов - людина переконаності і віри в приречення свого шляху ... У Сєдова Ледогоров виявив фігуру трагічну. Він не тільки не досяг своєї мети. Він заздалегідь передчував, що не зможе дійти до Північного полюса, - лише прокладе слід, і іншим буде легше йти за ним. |

### Музей Сєдова

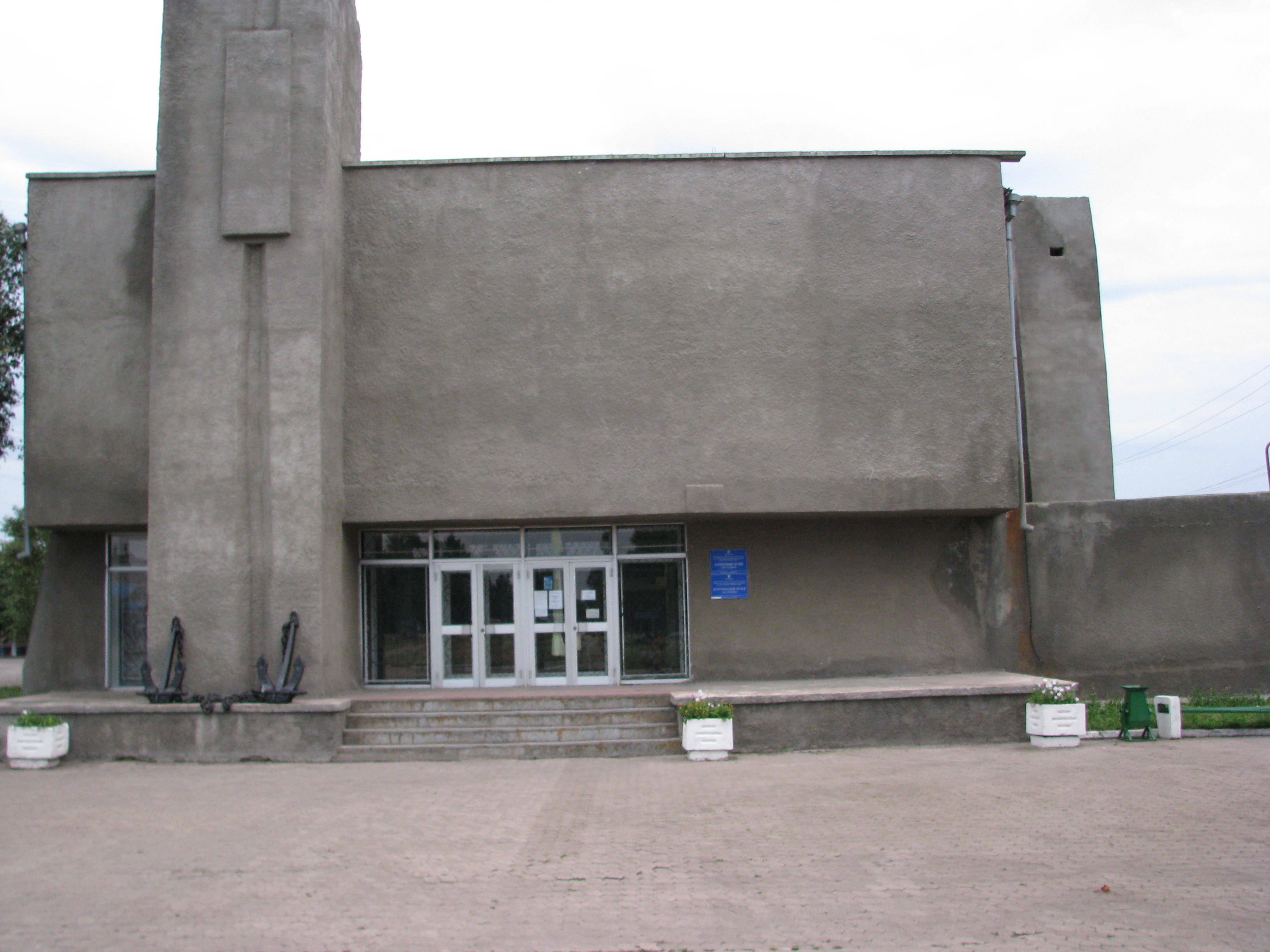
Музей Сєдова

У 1990 році в селищі Сєдове був відкритий музей Г. Я. Сєдова, в якому представлені матеріали про підготовку та проведення експедиції до Північного полюса під керівництвом Сєдова в 1912—1914 роках, а також про експедиції Г. Я. Сєдова на Колиму в 1909 році та Каспій в 1911 році.
У музеї зберігаються оригінальні експонати зі «Святого Фоки» — частини обшивки корабля, совкова лопата, знайдена на місці загибелі Г. Я. Сєдова на острові Рудольфа, частини фотоапарата та бритва, що належали учаснику експедиції художнику Н. В. Пінєгіну, а також копії рахунків на добровільні пожертвування від громадян для покупки їжі та собак, фотографії, карта полярної експедиції.

### Скульптури та пам'ятні знаки

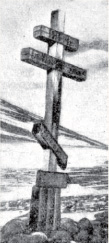
1914. Хрест, встановлений Сєдовим на Новій Землі в бухті Тихій

Збереглися астрономічні знаки експедиції Сєдова, які під час зимівлі 1912—1913 років були встановлені на мисі Обсерваторій (півострів Панкратьєва), мисі Бажання (з написом «Л-ть С'дов' 1913 20 квітня Е …»), на березі затоки Сєдова і являють собою дерев'яні хрести з поперечиною.
У 1929 році експедиція Отто Юлійовича Шмідта поставила на острові Рудольфа пам'ятну дошку з написом "Місце, де загинув Г. Я. Сєдов, який загинув під час походу на Північний полюс ". На місці передбачуваного поховання Г. Я. Сєдова екіпаж дизеля-електроходу «Об» (капітан П. Г. Мірошниченко) встановив стовп, укріплений камінням, на якому у верхній частині написано «Сєдов», а нижче по колу йде напис «Експедиція на» Сєдова "". На мисі Бророк (південний захід острова Рудольфа) на товстому дерев'яному брусі закріплена пам'ятна дошка з написом: "Експедиція Leut. Сєдов 1912—1914 рр.. ". У 1934 році радянська гідрографічна експедиція на криголамі «Малигін» встановила на острові Рудольфа знак у пам'ять про експедицію Г. Я. Сєдова, який являє собою дерев'яний стіл з жерстяної табличкою.
У 1938 році зимівники полярної станції на острові Рудольфа знайшли на мисі Аук флагшток і прапор, які Георгій Якович мріяв встановити на Північному полюсі. На мідному кільці деревка був напис латиницею "Сєдов Pol. Exped. 1914 ". Це деревко в 1977 році було встановлено на Північному полюсі учасниками походу атомного криголама «Арктика».
У 1955 році заслужений художник Росії Валентин Андрійович Михальов виконав в білому мармурі портрет Георгія Яковича Сєдова. У портреті втілена ідея протистояння арктичної природи та мужності і волі людини.
Газета «Радянська культура» писала про цю скульптуру:

| Прекрасний портрет Георгія Сєдова створив скульптор В. Михальов. Це велике, справжнє мистецтво. Від портрета віє романтикою північних походів, як ніби чуєш шум льодів та плескіт холодних північних вод ... Це жива, що бореться людина, з гарячим і твердим серцем, непокірний, вольовий, наполегливий, великий мандрівник та романтик. |

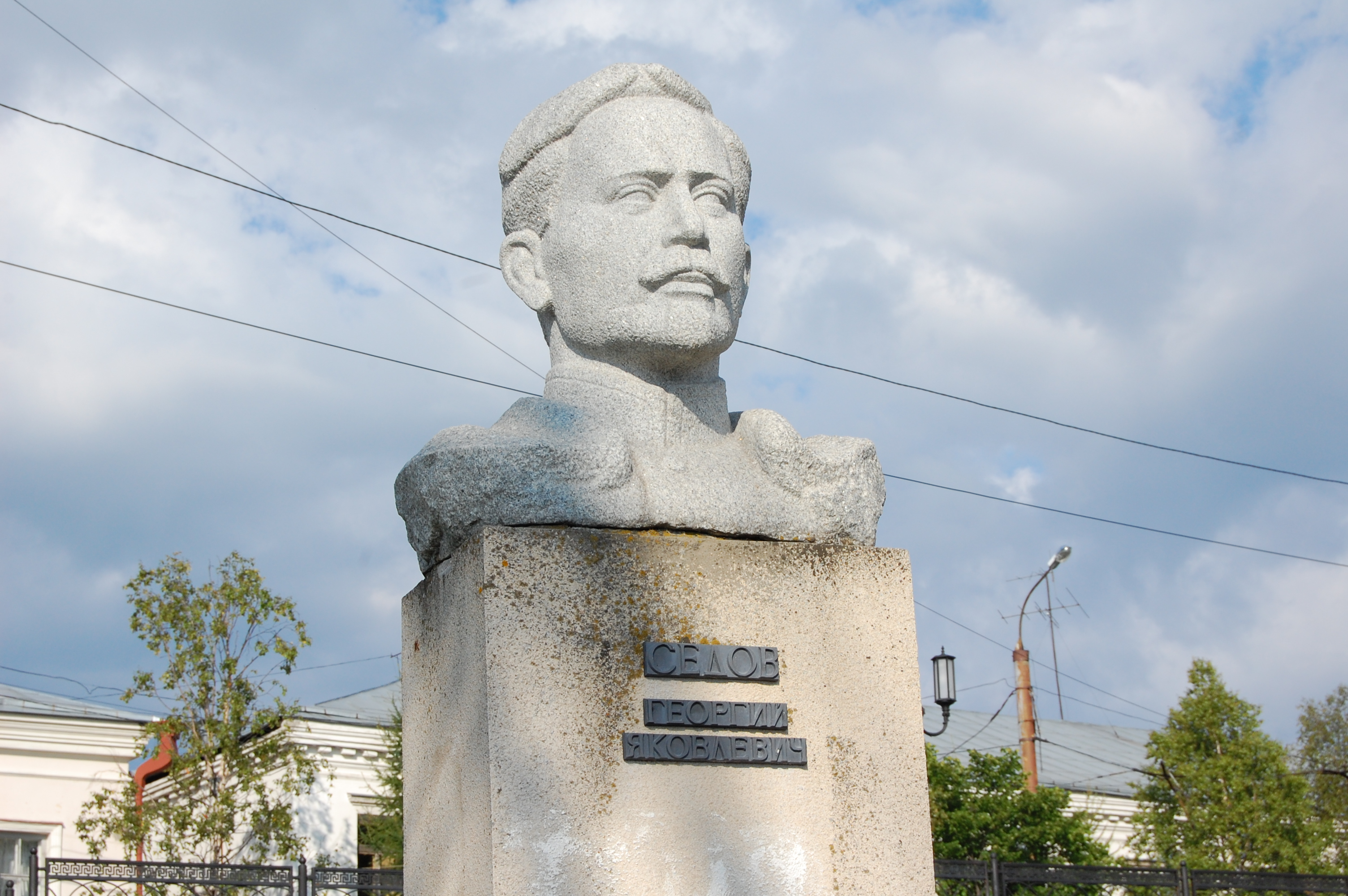
Бюст Г. Я. Сєдова в Державному Північному морському музеї в Архангельську

Михальов присвятив Сєдову також узагальнений алегоричний образ-символ «Реквієм».
У 1977 році на скелястому острівці біля мису Стовбовий було встановлено пам'ятний знак на честь гідрографічної експедиції Г. Я. Сєдова, який являє собою металеву споруду висотою близько трьох метрів.
Сєдову також встановлені пам'ятники в Москві, Ростові-на-Дону та Сєдовому. Пам'ятник у Ростові-на-Дону знаходиться між Ворошиловським проспектом та провулком Чехова і являє собою бронзовий бюст на високому постаменті з білого мармуру. Автор пам'ятника — скульптор Микола Ваганович Аведіков. Сєдов зображений під час полярної експедиції; з овального башлика визирає виснажене обличчя з суворими очима, які випромінюють віру у свою справу.

### У філателії
Збереглися поштові конверти Комітету для спорядження експедицій до Північного полюса та з дослідження російських полярних країн, який в 1912 році збирав кошти на спорядження експедиції.
Поштою СРСР були випущені поштові марки, присвячені 75 — та 100-річчю Георгія Сєдова. Марка на честь 75-річчя була випущена 4 липня 1952. Художник: Д. Клюєв. На марці зображено портрет Сєдова у формі морського офіцера на тлі арктичного пейзажу.
Марка на честь 100-річчя була випущена 25 січня 1977. Художник: П. Бендель. 3 травня 1977 на честь сторіччя Сєдова вироблялося також спеціальне гасіння в Архангельську та Сєдово
Поштою СРСР та України випускалися художні марковані конверти на честь Сєдова. 20 січня 1977 вийшов поштовий конверт, присвячений сторіччю з дня народження Сєдова. Художник: П. Бендель. У 1997 році, в рік 120-річчя Сєдова був випущений конверт роботи художника Г. Заднєпряного.
5 травня 2002 року Новоазовський вузол зв'язку провів у Сєдовому ще одне спеціальне гасіння, яке було присвячене 125-річчю з дня народження Сєдова.

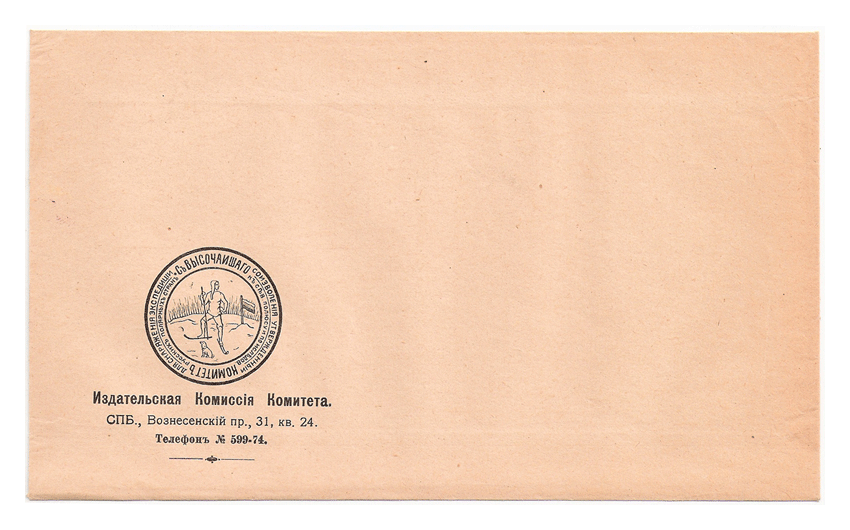
Конверт  «Сєдовського Комітету»
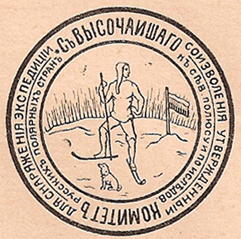
Фрагмент конверта «Сєдовського Комітету»
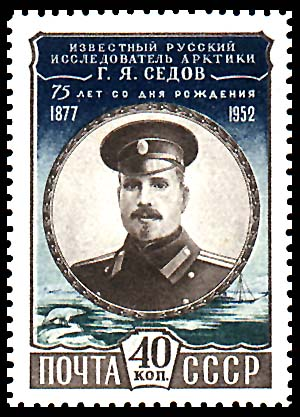
Георгій Сєдов на поштовій марці СРСР 1952 року.
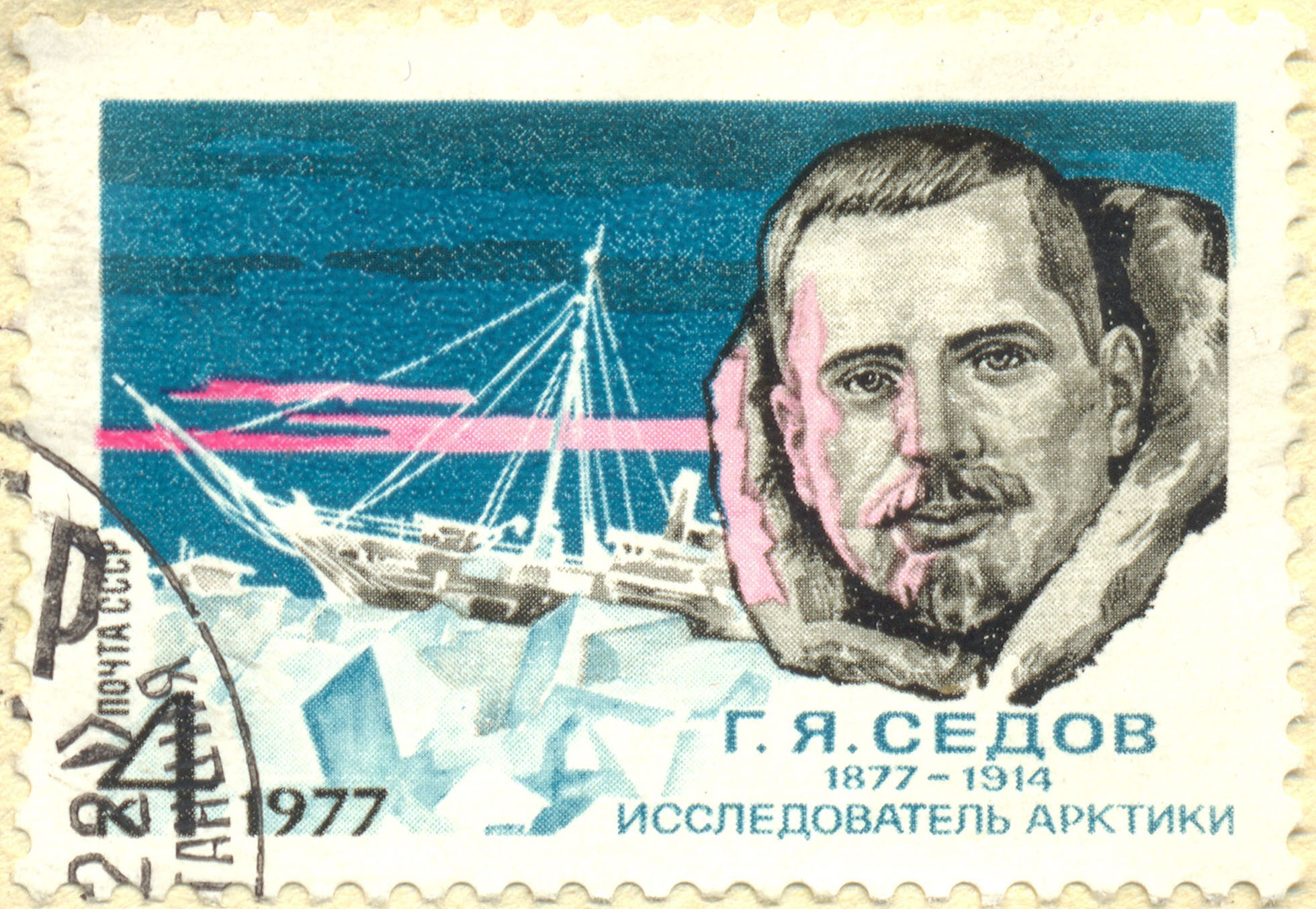
Георгій Сєдов на поштовій марці СРСР 1977 року.
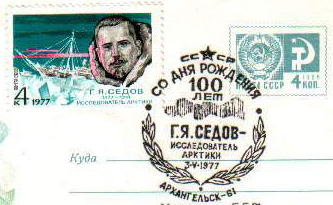
Спеціальне гасіння на честь 100-річчя з дня народження Сєдова. Архангельськ. 1977 рік.
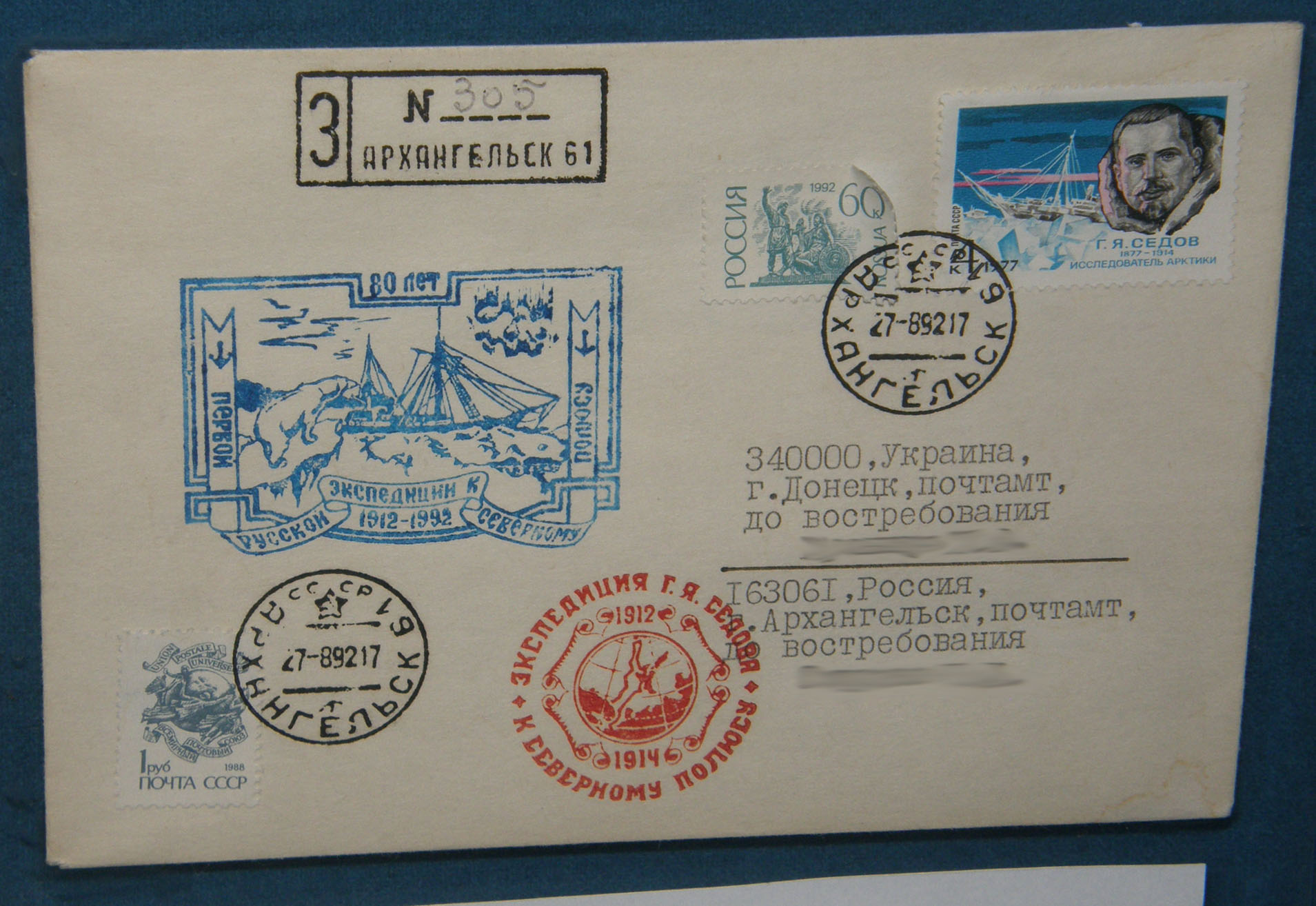
Конверт «80 років першої російської експедиції до Північного полюса» із спеціальним гасінням «Експедиція Г. Я. Сєдова до Північного полюса»
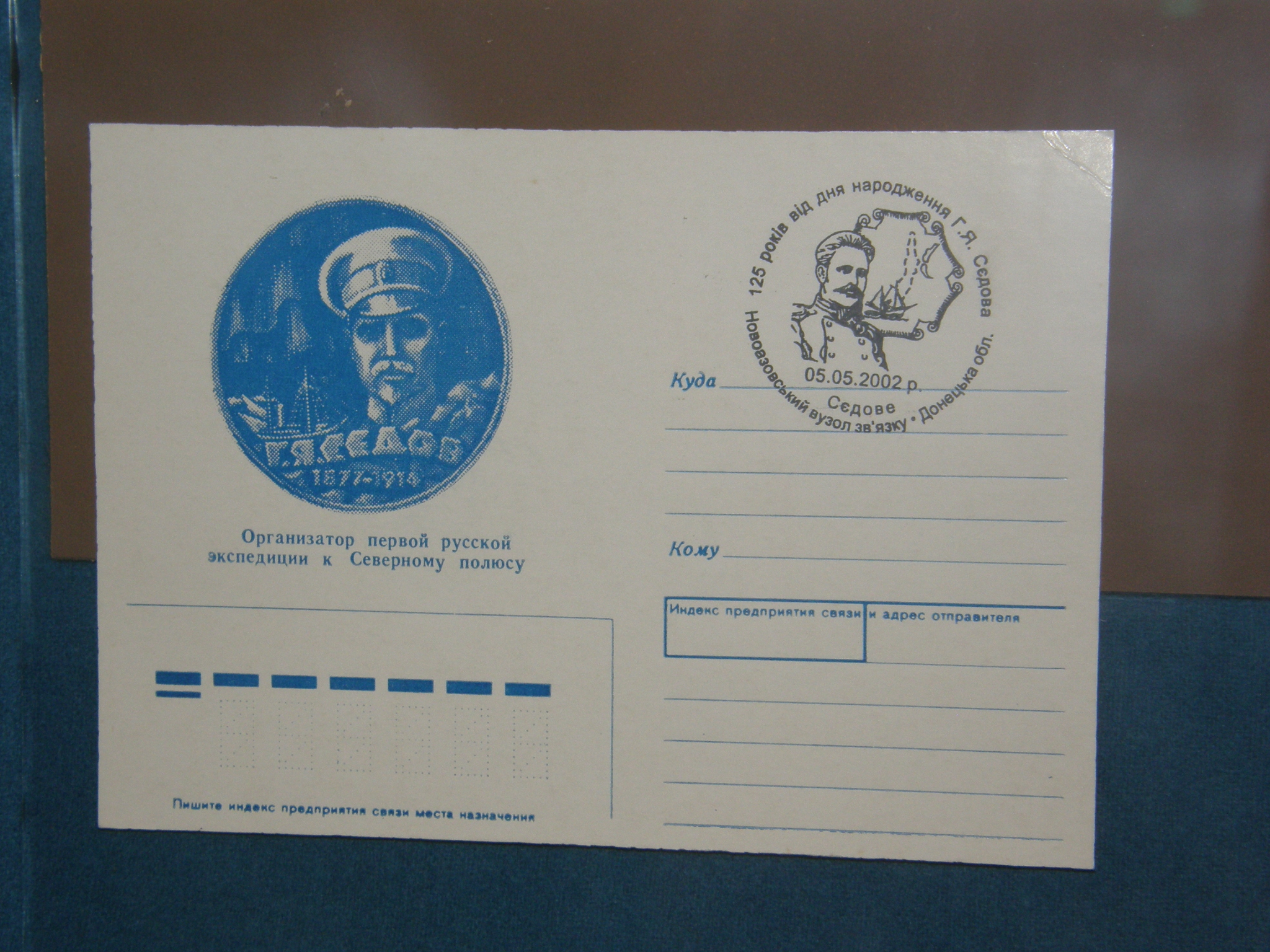
Одностороння поштова картка зі спеціальним гасінням на честь 125-річчя Сєдова
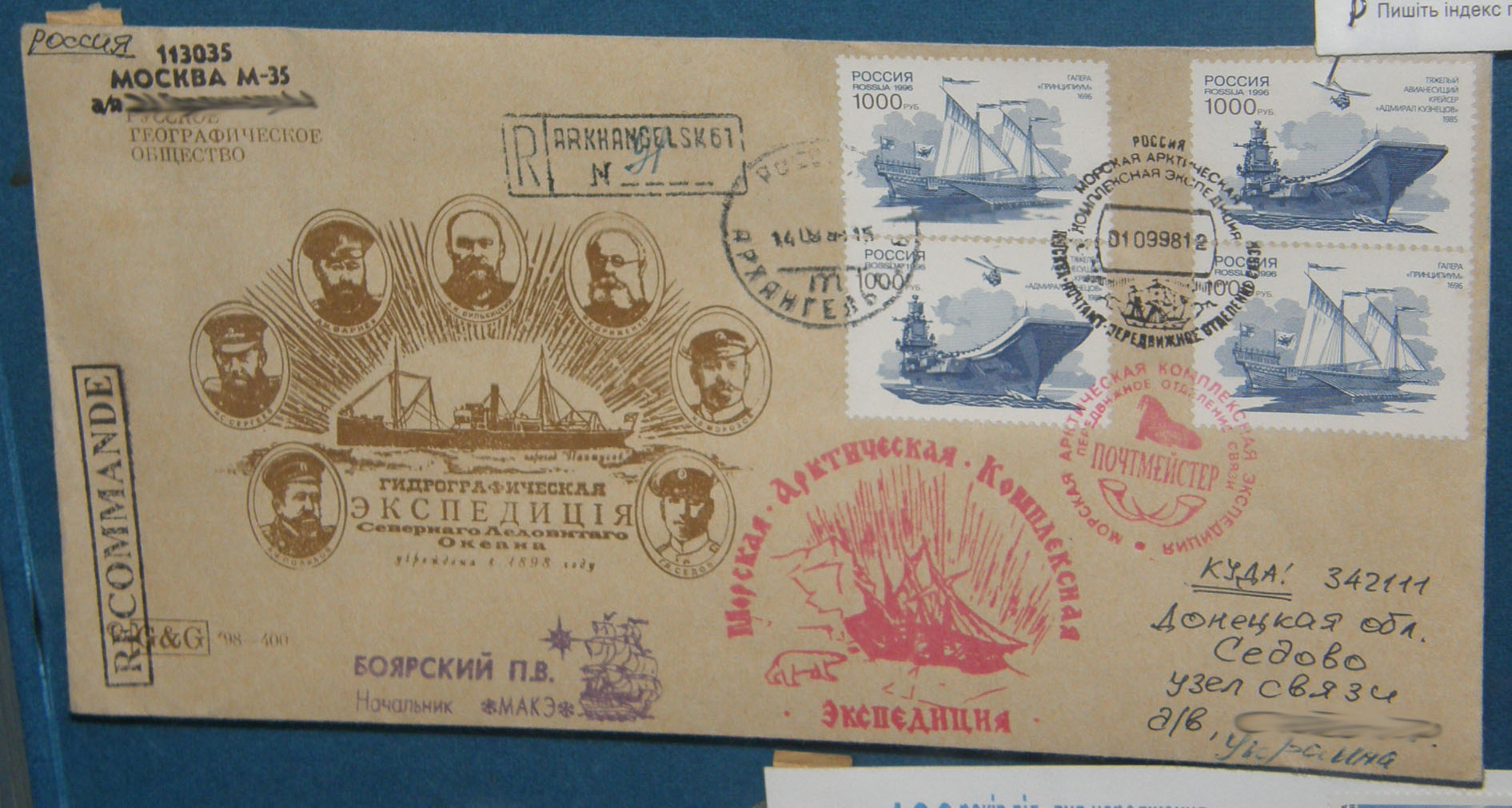
Портрет Сєдова зображений на поштовому конверті «Гідрографічна експедиція Північного Льодовитого океану»
Поштовий конверт науково-дослідницької дрейфуючої станції «Північний Полюс - 22»
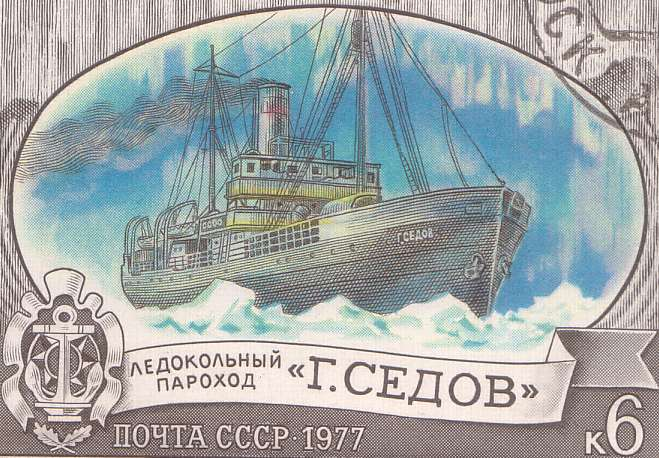
Криголамний пароплав «Г. Сєдов »

## Публікації Сєдова
- Седов Г. Я. Путешествие на Колыму в 1909 г./ Записки по гидрографии, т. XLI, вып. 2-3, Петроград, 1917.
- Седов Г. Я. Путешествие в Колыму и на «Новую Землю» в 1909—10 гг., П., 1917.
- Седов Г. Я. Экспедиция по исследованию губы Крестовой на Новой Земле в 1910 г./ Записки по гидрографии, т. XLIII, 1919.
- Седов Г. Я. Как я открою Северный полюс / Синий журнал, 1912, № 13, С.6-7.